# Deutscher Bund

Wappen des Deutschen Bundes mit dem Doppeladler (ab März 1848)

Deutscher Bund 1815–1866

Der Deutsche Bund innerhalb Europas nach dem Wiener Kongress
Österreich
Preußen
Andere Staaten des Deutschen Bundes

Der Deutsche Bund war ein Staatenbund, auf den sich im Jahr 1815 die „souveränen Fürsten und freien Städte Deutschlands“ mit Einschluss des Kaisers von Österreich und der Könige von Preußen, von Dänemark (hinsichtlich Holsteins) und der Niederlande (hinsichtlich Luxemburgs) geeinigt hatten. Dieser Bund existierte von 1815 bis 1866 und hatte bereits bundesstaatliche Züge, da sich ein Recht des Deutschen Bundes entwickelte, das die Gliedstaaten band. Dennoch besaß der Deutsche Bund keine Staatsgewalt, sondern nur eine „völkerrechtsvertraglich vermittelte Vereinskompetenz“. Laut Präambel der Bundesakte hatten sich die Fürsten zu einem „beständigen Bund“ vereint; sie sind allerdings als Repräsentanten ihrer Staaten anzusehen.
Der Bund hatte zur Aufgabe, die innere und äußere Sicherheit der Gliedstaaten zu gewährleisten. Damit war der Bundeszweck deutlich begrenzter als beim Heiligen Römischen Reich, das im Jahr 1806 aufgelöst worden war. Dieser deutsche Bund scheiterte schließlich an den unterschiedlichen Vorstellungen von Staat und Gesellschaft, vor allem aber am politischen Machtkampf zwischen Preußen und Österreich.
Während der Revolution von 1848/49 stellte der Bundestag seine Tätigkeit ein (Juli 1848) und übertrug seine Befugnisse auf eine provisorische Nationalregierung. Es konkurrierten zwei Interpretationen über den Gang der Dinge: nach der einen, revolutionären war ein neuer Staat, das Deutsche Reich, im Entstehen begriffen, dessen Nationalversammlung noch eine endgültige Reichsverfassung erarbeitete. Nach einer anderen Ansicht war das Deutsche Reich der umgewandelte Deutsche Bund. Preußen und andere Staaten schlugen jedoch im Frühjahr 1849 die Revolution nieder.
In den Jahren 1849 bis 1851 war die Zukunft des Bundes weiter ungewiss. Preußen plante eine Erfurter Union als deutschen Nationalstaat (engerer Bund), der mit Österreich über einen weiteren Bund verbunden wäre (Gagernscher Doppelbund). Österreich bekämpfte diese Bestrebung. Einige andere Staaten schlugen einen reformierten Deutschen Bund mit mehr Befugnissen und Aufgaben vor (Vierkönigsbündnis). In der Herbstkrise 1850 musste Preußen seine halb errichtete Union wieder aufgeben. Der Deutsche Bund wurde 1851 in seiner alten Form wiederhergestellt (Bundesreaktionsbeschluss).
Etwa um 1860 kam es wieder zu einer Debatte über eine Reform des Deutschen Bundes, zum Beispiel mit der Frankfurter Reformakte von 1863, dem letzten großen Reformversuch. Die Spannungen zwischen Österreich und Preußen führten letztlich aber zum Deutschen Krieg vom Sommer 1866, der mit der Auflösung des Deutschen Bundes endete. Preußen und seine Verbündeten gründeten einen Bundesstaat, den Norddeutschen Bund. Dieser war formell kein Nachfolger des Deutschen Bundes, nahm aber viele Ideen und Initiativen aus jener Zeit auf.
Einen „Deutschen Bund“ gab es kurzfristig noch am Anfang des Jahres 1871. Durch Vereinbarung des Norddeutschen Bundes mit Bayern, Württemberg, Baden und Hessen vom 8. Dezember und Beschluss des Bundesrates und des Reichstags vom 9./10. Dezember 1870 wurde der Halbsatz „Dieser Bund wird den Namen Deutscher Bund führen“ in der Bundesverfassung ersetzt durch: „Dieser Bund wird den Namen Deutsches Reich führen“; die Bestimmung über den neuen Staatsnamen trat am 1. Januar 1871 in Kraft. Mit der neuen Reichsverfassung vom 16. April 1871 wurde der „Deutsche Bund“ aus dem Titel der Verfassung getilgt.

## Gründung des Deutschen Bundes
Erste Ansätze zur Gründung eines deutschen Bundes gingen bis auf den Ersten Pariser Frieden vom 30. Mai 1814 zurück. Dieser enthielt eine Klausel über die Zukunft der deutschen Staaten. Diese sollten unabhängig voneinander sein, gleichzeitig aber durch ein gemeinsames föderatives Band miteinander verknüpft werden. Diesen Ergebnissen folgte der Wiener Kongress nach Erörterung auch anderer Modelle weitgehend am 8. Juni 1815. Die Gründungsurkunde des Bundes, die Deutsche Bundesakte, war Teil der Wiener Kongressakte. Mit ihr haben die Fürsten und die freien Städte Deutschlands festgelegt, sich zu einem langfristigen Bund zu vereinigen, dem Deutschen Bund, als Bestandteil einer neuen europäischen Wirtschafts- und Friedensordnung.
Die Bundesakte wurde zunächst von 38 Bevollmächtigten der künftigen Mitgliedstaaten unterzeichnet, von 34 Fürstentümern und vier freien Städten; der 39. Staat, Hessen-Homburg, wurde erst 1817 aufgenommen. Deren Anzahl sank, trotz der Aufnahme weiterer Mitglieder, durch Vereinigungen infolge von Kauf oder Erbgang bis 1863 auf 35 Staaten. Die Kleinstaaterei der vor-napoleonischen Zeit war somit überwunden. Es gab jedoch immer noch mehr als zwanzig Bundesstaaten mit weniger als 100.000 und dreizehn mit weniger als 50.000 Einwohnern. Mehr als die Hälfte der Gesamtbevölkerung lebte dagegen in den zum Deutschen Bund gehörenden Gebieten Österreichs und Preußens.
Die Fläche des Deutschen Bundes umfasste im Jahr 1815 rund 630.100 Quadratkilometer mit einer Bevölkerungszahl von etwa 29,2 Millionen Einwohnern, die bis 1865 auf ungefähr 47,7 Millionen Einwohner anwuchs. Die Zugehörigkeit zum deutschen Sprachgebiet war kein Kriterium. Der österreichische Kaiser und der König von Preußen traten für ihre „vormals zum Deutschen Reich gehörigen Besitzungen“ bei, mithin nur für diejenigen ihrer Staaten, die Teil des Heiligen Römischen Reichs gewesen waren, weshalb auch nur diese Teile zum Deutschen Bund gehörten, also zum Beispiel auch das Königreich Böhmen. Ebenfalls Mitglieder des Deutschen Bundes waren der König von Großbritannien und Irland als König von Hannover (bis 1837), der König von Dänemark als Herzog von Holstein und Lauenburg (bis 1864) sowie der König der Vereinigten Niederlande (ab 1830/39 der Niederlande) als Großherzog von Luxemburg und Herzog von Limburg (ab 1839).
Als Protektorat der Siegermächte des Sechsten Koalitionskriegs verfolgte der Deutsche Bund nach dem Sturz Napoleons — ähnlich wie die sogenannte Heilige Allianz, der ab 1818 neben Russland, Österreich und Preußen auch Frankreich angehörte — das Ziel, die politische Ordnung des Ancien Régime zu restaurieren. Dagegen formierte sich vor allem während der Revolution von 1848/49 bürgerlicher Widerstand, der den Staatenbund mehr oder weniger autokratischer Monarchien durch einen Bundesstaat mit demokratischer Grundordnung ersetzen wollte. Schon bei Gründung des Bundes hatte es Staaten und Politiker gegeben, die sich einen engeren Bund oder gar einen Bundesstaat gewünscht hatten. Initiativen, den Bund zu erneuern, führten zu der langwierigen Bundesreformdebatte.

## Die europäische Dimension des Bundes

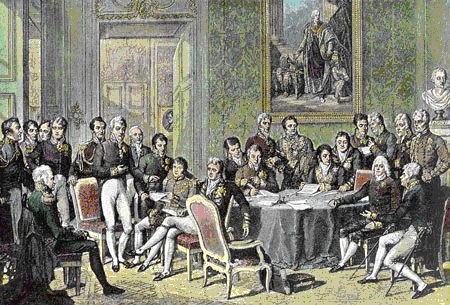
Delegierte des Wiener Kongresses in einem zeitgenössischen Kupferstich (koloriert) von Jean Godefroy nach dem Gemälde von Jean-Baptiste Isabey

Der Deutsche Bund war eines der zentralen Ergebnisse des Wiener Kongresses von 1814/15. Am 8. Juni 1815 sanktionierten die versammelten Mächte mit der Deutschen Bundesakte die völkerrechtliche Grundlage des Deutschen Bundes; nach der Wiener Schlussakte war er ein „völkerrechtlicher Verein“ (Art. I) und besaß als Völkerrechtssubjekt das Recht, Krieg zu führen und Frieden zu schließen. Diese war formal ein Verfassungsvertrag der beteiligten Mitgliedstaaten. Durch die Einfügung der Bundesakte in die Wiener Kongressakte wurde die Gründung von den großen europäischen Mächten garantiert. Das war jedenfalls die Sicht der auswärtigen Großmächte, die sich dadurch ein Einspruchsrecht bei Verfassungsänderungen vorbehielten. Die deutschen Staaten hingegen lehnten diesen Anspruch strikt ab. Er war auch nicht etwa ausdrücklich in den Akten formuliert.
Da die Bundesakte nur eine Rahmenvereinbarung war, musste sie ergänzt und präzisiert werden. Erst fünf Jahre später einigten sich die Vertreter der Bundesstaaten und Städte auf der Wiener Ministerkonferenz und unterzeichneten die Schlussakte. Sie wurde am 8. Juni 1820 einstimmig von der Bundesversammlung angenommen und trat damit als zweites, gleichberechtigtes Bundesgrundgesetz in Kraft.
Auf europäischer Ebene sollte der Bund für Ruhe und Gleichgewicht sorgen. Dazu diente nicht zuletzt die Militärverfassung. Als Ganzes war der Bund nach außen durch die Schaffung eines Bundesheeres aus Kontingenten der Mitgliedstaaten durchaus verteidigungs-, strukturbedingt aber nicht angriffsfähig.
Die Garantiemächte waren Österreich, Preußen, Russland, Großbritannien, Schweden, Portugal und Spanien. Sie sahen sich bei Verstößen einzelner Mitgliedstaaten gegen den Inhalt des Vertrages berechtigt, auch in innere Angelegenheiten des Bundes einzugreifen. Dies war etwa 1833 im Zusammenhang mit dem Frankfurter Wachensturm der Fall, als Bundestruppen die Stadt besetzten. Dies führte zu Protesten der britischen und französischen Regierungen, die dies für einen Verstoß gegen die garantierte Souveränität der Einzelstaaten hielten.
Auch die erwähnte Mitgliedschaft auswärtiger Könige ordnete den Bund in die europäische Staatengemeinschaft ein. Wie die Tatsache, dass ein Großteil von Österreich und auch ein bedeutender Teil Preußens außerhalb des Bundesgebiets lag, stand sie in Widerspruch zur unter dem Einfluss des Nationalismus aufkommenden Forderung nach Schaffung eines Nationalstaats. Das heißt, die Mitgliedschaft von Fürsten ausländischer Staaten widersprachen dem sich allmählich durchsetzenden Nationalstaatsprinzip.

## Mitglieder des Bundes
Die einzelnen (ab dem 1. September 1815 durch den Beitritt Badens und Württembergs – und abermals am 7. Juli 1817 – insgesamt 41) Staaten des Deutschen Bundes:
- das Kaisertum Österreich ohne Galizien und Lodomerien, Ungarn, Kroatien, Dalmatien und Lombardo-Venetien; von 1818 bis 1850 gehörte auch der westlichste Teil Galiziens (Auschwitz, Saybusch und Zator) zum Deutschen Bund,[14] obwohl es vor 1772 Polen und nicht dem Heiligen Römischen Reich unterstanden hatte
- Preußen ohne Ost- und Westpreußen und das Großherzogtum Posen; von 1848 bis 1851 waren die Provinzen Preußen (Ost- und Westpreußen) sowie der Westen und Norden der gespaltenen Provinz Posen Bestandteile des Bundes
- die Königreiche Bayern, Sachsen, Hannover (bis 1837 in Personalunion mit dem Vereinigten Königreich), Württemberg
- das Kurfürstentum Hessen-Kassel
- die Großherzogtümer Baden, Hessen-Darmstadt, Luxemburg (in Personalunion mit den Niederlanden, der westliche Teil Luxemburgs schied 1839 nach der Vereinigung mit Belgien aus dem Bund aus. Dafür kam das niederländische Herzogtum Limburg zum Bund, s. u.), Mecklenburg-Schwerin, Mecklenburg-Strelitz, Sachsen-Weimar-Eisenach, Oldenburg
- die Herzogtümer Holstein und Lauenburg (bis 1864 in Personalunion mit Dänemark), Nassau, Braunschweig, Sachsen-Gotha, Sachsen-Coburg, Sachsen-Meiningen, Sachsen-Hildburghausen, Anhalt-Dessau, Anhalt-Köthen, Anhalt-Bernburg, Limburg (ab 1839; in Personalunion mit den Niederlanden)
- die Fürstentümer Hohenzollern-Hechingen, Hohenzollern-Sigmaringen, Liechtenstein, Lippe, Reuß älterer Linie, Reuß jüngerer Linie, Schaumburg-Lippe, Schwarzburg-Rudolstadt, Schwarzburg-Sondershausen, Waldeck
- die Freien Städte Bremen, Frankfurt, Hamburg, Lübeck
- die Landgrafschaft Hessen-Homburg ab dem Jahr 1817 infolge der verspäteten Anerkennung ihrer Souveränität
- Eine besondere staatsrechtliche Stellung zum Deutschen Bund hatte die Herrschaft Kniphausen, die bis 1854 über eine begrenzte Souveränität verfügte, jedoch nicht Mitglied des Bundes war.

Die Zahl der Mitglieder änderte sich mehrmals, vor allem dadurch, dass einige Herrscherhäuser ausstarben und ihre Länder mit denen ihrer Erben vereinigt wurden:
- 1818 nahm der Bund das Territorium des früher böhmischen Herzogtums Auschwitz-Zator zugunsten Österreichs auf.
- 1825 starb das Haus Sachsen-Gotha-Altenburg aus, sodass eine Neuorganisation der ernestinischen Herzogtümer nötig wurde. Der Teilungsvertrag zu Hildburghausen regelte 1826 die Aufteilung Sachsen-Gotha-Altenburgs, wodurch Sachsen-Gotha an Sachsen-Coburg-Saalfeld kam, das durch die Abtretung Saalfelds an Meiningen zu Sachsen-Coburg-Gotha wurde. Altenburg kam an den Herzog von Hildburghausen, der Hildburghausen an Sachsen-Meiningen abgab und zum Herzog von Sachsen-Altenburg wurde.
- 1839 wurde das Herzogtum Limburg (eine niederländische Provinz) als Kompensation für wallonische Teile Luxemburgs aufgenommen, die nach der Revolution in den neuen belgischen Staat eingegliedert wurden. Das Großherzogtum Luxemburg selbst (weiterhin in Personalunion mit den Niederlanden) verblieb im Bund.
- 1847 fiel Anhalt-Köthen durch Erbgang an Anhalt-Bernburg.
- 1848–1851 kamen aufgrund eines Bundestagsbeschlusses Preußens östliche Provinzen Preußen und – vorbehaltlich einer Regelung für die polnische Bevölkerung – Posen zum Deutschen Bund. Preußen ließ diese Aufnahme 1851 rückgängig machen, um damit seinen Status als eigene Großmacht (mit Gebieten außerhalb des Bundes) zu betonen.
- 1849 kamen Hohenzollern-Hechingen und Hohenzollern-Sigmaringen durch Abdankung zum preußischen Staat.
- 1863 fiel wiederum Anhalt-Bernburg durch Erbgang an Anhalt-Dessau, das sich danach nur noch Anhalt nannte.
- Am 24. März 1866, einige Monate vor Ende des Bundes, kam Hessen-Homburg durch Erbfall an Hessen-Darmstadt.

Schleswig war zwar seit 1864 Teil eines österreichisch-preußischen Kondominiums, zusammen mit den Bundesgliedern Holstein und Lauenburg. Es wurde aber in der verbleibenden Zeit des Bundes kein Bundesglied mehr.

## Organe des Bundes

Der Deutsche Bund hatte keine getrennten Organe für die Exekutive, Legislative und Judikative, sondern nur den Bundestag als Vertretung der Mitgliedsstaaten

Das zentrale Bundesorgan war die in Frankfurt am Main tagende Bundesversammlung (Bundestag), ein ständig tagender Gesandtenkongress. Dieser trat zum ersten Mal am 5. November 1816 zusammen. Erste Aufgabe war es, ein Grundgesetz des Bundes im Hinblick auf die auswärtigen, inneren und militärischen Verhältnisse zu schaffen (Art. 10 Bundesakte). Es ging also darum, den Rahmen der Bundesakte auszufüllen. Dazu ist es allerdings nur teilweise gekommen, wenngleich die Wiener Schlussakte vom 8. Juni 1820 ein Versuch zu einer verfassungsähnlichen Zusammenfassung des Bundesrechts war.
Die Bundesversammlung bestand aus dem Plenum und dem „Engeren Rat“. Im Plenum waren alle Staaten als solche stimmberechtigt. Allerdings bemaß sich die Stimmenstärke nach der Einwohnerzahl. Ein Staat konnte seine Stimmen nur geschlossen abgeben. Außerdem stimmten Regierungsvertreter ab, keine Volksvertreter. Damit erinnert die Bundesversammlung bereits sehr an den heutigen Bundesrat der Bundesrepublik Deutschland.

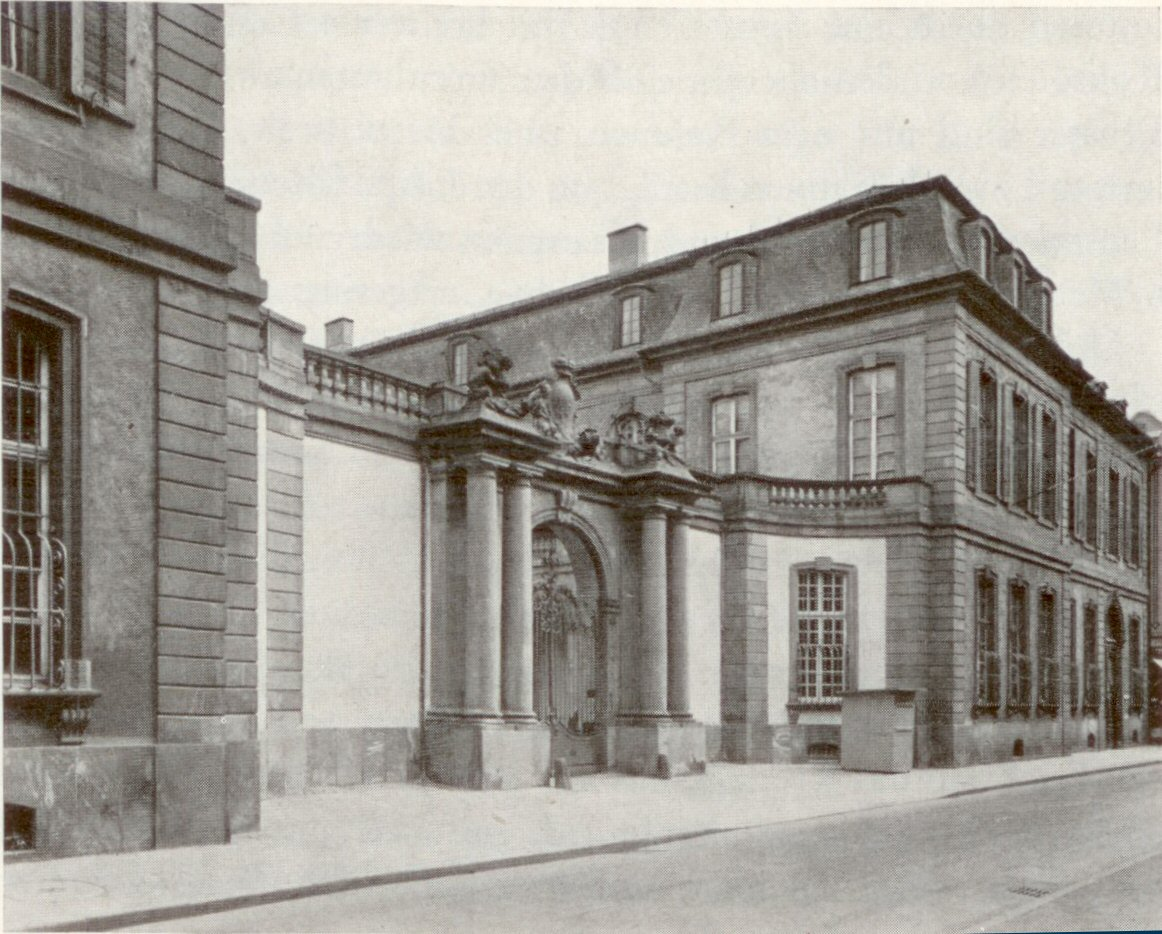
Das Palais Thurn und Taxis in Frankfurt war Sitz der Bundesversammlung (Portalbauten an der Großen Eschenheimer Gasse).

Das Plenum trat nur selten zusammen. Es war vor allem für Grundsatzfragen oder für die Neueinrichtung von Bundesinstitutionen zuständig. In diesen Fällen war ein einstimmiges Votum notwendig. Durch dieses Prinzip konnte die strukturelle Weiterentwicklung des Bundes blockiert werden. Dagegen tagte der Engere Rat als geschäftsführendes Unterorgan der Bundesversammlung unter dem Vorsitz (Bundespräsidium) von Österreich regelmäßig. Dieser hatte 17 Mitglieder. Während die größeren Staaten Preußen, Österreich, Sachsen, Bayern, Hannover, Württemberg, Baden, Hessen-Kassel, Hessen-Darmstadt, die Herzogtümer Lauenburg und Holstein sowie das Großherzogtum Luxemburg über so genannte Virilstimmen verfügten und damit eigene Vertreter stellten, hatten die kleinen Staaten nur eine Kuriatstimme. Nur indirekt und gemeinsam über eine von sechs Kurien waren sie an den Beratungen beteiligt. Der stimmberechtigte Bundesbevollmächtigte wechselte zwischen den Ländern dabei regelmäßig. Diese Unterscheidung von Viril- und Kuriatstimmen wurde, wie auch andere Elemente, vom Reichstag des Alten Reiches übernommen.
Im Engeren Rat reichte zur Beschlussfassung die einfache Mehrheit. Bei Stimmengleichheit gab der österreichische Präsidialgesandte den Ausschlag. Bundesrecht hatte Vorrang vor Recht der Gliedstaaten. Ansonsten galten die jeweiligen Landesgesetze. Gemessen an der Stimmenverteilung, konnten weder Österreich noch Preußen das Plenum oder den engeren Rat majorisieren. Auch konnte keiner der beiden großen Staaten zusammen mit den Virilstimmen anderer Länder die übrigen Bundesmitglieder überstimmen.
Insofern entsprach die Struktur des Bundes nicht einem auf Österreich zugeschnittenen System Metternich, sondern hatte zunächst eine prinzipiell offenere Bundesverfassung und ließ bei nationalgesinnten Bürgern Hoffnungen auf eine Entwicklung des Bundes hin zu einem Nationalstaat aufkommen. Damit war es freilich mit dem Beginn der Restaurationszeit vorbei. Nicht verwirklicht wurde vor allem in den großen Staaten Österreich und Preußen bis zur Revolution von 1848 die Einführung einer Verfassung.
Auch wenn die meisten Verfassungshistoriker die Auffassung vertreten, dass der Deutsche Bund lediglich ein lockerer Staatenbund war, der außer dem Bundestag keine weiteren Organe besaß, haben sich doch in der Verfassungswirklichkeit auch Ansätze einer bundesstaatlichen Ordnung entwickelt. So entstanden nach den Karlsbader Beschlüssen zwei richterliche (nicht polizeiliche) Behörden, die Mainzer Zentraluntersuchungskommission und die Bundeszentralbehörde in Frankfurt am Main. Daneben wurde in verschiedenen Ausschüssen des Bundestages zu wirtschaftspolitischen Fragen, zur Regelung der Auswanderung und anderen Problemen entschieden.
Einige ausländische Staaten waren am Bundestag vertreten; ein aktives Gesandtschaftswesen hat der Bund selbst, mit wenigen Ausnahmen, jedoch nicht unterhalten, obwohl die Wiener Schlussakte in Artikel 50 eine gemeinsame auswärtige Politik sowie ein aktives und passives Gesandtschaftsrecht des Bundes ausdrücklich vorsah. Vor allem die beiden europäischen Großmächte hatten an einer selbständigen Außenpolitik kein Interesse, auch hätte diese dem Prinzip der Souveränität der Einzelstaaten widersprochen. Diese blieb Sache der größeren Einzelstaaten. Lange hatte der Bund nicht einmal ein eigenes Symbol; erst im März 1848 nahm der Bund Schwarz-Rot-Gold als Bundesfarben an.
Die Struktur der Bundesversammlung als Gesandtenkongress führte zu einer meist langsamen Entscheidungsfindung. Zudem stellte sich in der Praxis bald heraus, dass der Bund meist nur entscheidungsfähig war, wenn Österreich und Preußen zusammenarbeiteten. Vor allem nach 1848 und nach 1859 flackerte die Rivalität zwischen beiden Großmächten auf und führte schließlich auch zum Ende des Bundes. Einigkeit bestand allein im Wunsch, nationalen und liberalen Bewegungen keinen Raum zu geben.
Die Geschichte des Bundes von 1814 bis 1866 wurde also vom Neben- und Gegeneinander von Österreich, Preußen und dem „Dritten Deutschland“ durchzogen. Solange die deutschen Großmächte zusammenarbeiteten, war der Deutsche Bund ein Instrument, um die Klein- und Mittelstaaten zu disziplinieren. Dies kam etwa zum Tragen, wenn es dort zu Liberalisierungen im Bereich des Vereins- oder Pressewesens kam. Höhepunkte waren die Phasen der Restauration nach 1819 und der Reaktion nach 1849. Dagegen hatten die kleineren und mittleren Staaten in Zeiten revolutionärer Unruhe, wie in der Julirevolution 1830 und in der Revolution 1848/49, sowie während der Phasen des preußisch-österreichischen Konflikts, mehr Bewegungsspielraum. Die starke Stellung der beiden Großmächte entsprang allerdings nicht der Konstruktion des Bundes, sondern beruhte im Kern auf Machtpolitik, die sich notfalls auch militärischer Gewalt bediente. Da die beiden deutschen Großmächte über den Bund hinausreichten, konnten sie mehr Truppen unterhalten, als ihnen die Bundeskriegsverfassung von 1821 zugestand. Dies unterschied sie deutlich von den kleineren Staaten des Bundes.
Gleichwohl trug die Konstruktion des Bundes selbst zur Aufrechterhaltung des inneren Friedens und der territorialen Unversehrtheit der Mitgliedsstaaten für einen beachtlichen historischen Zeitraum bei, obwohl nicht nur die deutschen Großmächte, sondern auch Mittelstaaten wie Bayern, Baden oder Württemberg zum Erwerb oder zur Annexion weiterer Gebiete neigten. Ein wichtiger Faktor dabei war die Austrägalordnung (von Austrag oder Austräger). Als Ergänzung von Artikel XI der Bundesakte wurde am 16. Juni 1817 die Austrägalordnung des Deutschen Bundes verabschiedet. Diese sah bei Streitigkeiten untereinander ein differenziertes Verfahren vor. In einem ersten Schritt sollte die Bundesversammlung selbst versuchen, zu einem Ausgleich zu kommen. Schlug dies fehl, sollte eine besondere Austrägalinstanz eingeschaltet werden. Zu dieser konnte einer der höchsten Gerichtshöfe eines Mitgliedsstaates bestimmt werden. Zwar fehlte dem Bund neben einer durchsetzungsfähigen Exekutive auch ein ständiges letztinstanzliches Bundesgericht, allerdings bot der Rückgriff auf die Gerichte der Bundesstaaten in besonders problematischen Fällen einen gewissen Ersatz. So wurden zwischen 1820 und 1845 in 25 Streitfällen Austrägalverfahren eingeleitet, unter anderem in Sachen eines lange andauernden Handelsstreits zwischen Preußen und den Anhaltischen Fürstentümern. Trotz der wichtigen Rolle des Bundes für die Aufrechterhaltung des Friedens auch nach innen wurde dieser Aspekt von der Forschung bislang eher vernachlässigt.

## Militärgewalt des Bundes

### Organisation
Teilweise im Gegensatz zu der Vorstellung eines kaum handlungsfähigen Gebildes wies der Deutsche Bund eine ausgebaute Militärordnung auf. Er verfügte über eine Bundeskriegsverfassung und eine Exekutionsordnung zur Durchsetzung seiner Beschlüsse gegenüber widerstrebenden Bundesstaaten.
Eine Bundesmilitärkommission versah im Auftrag der Bundesversammlung die laufende Organisationsarbeit. Aber auch gegenüber dem Ausland konnte notfalls mit dem Bundesheer eine beachtliche Militärmacht aufgeboten werden. Diese bestand aus einem in zehn Armeekorps gegliederten Bundesheer. Ein Teil davon existierte sogar als stehendes Heer. Allerdings gab es keine einheitliche Armee, sondern das Militär setzte sich aus Kontingenten der Mitglieder zusammen. Österreich und Preußen stellten jeweils drei Korps, Bayern eines, und die übrigen drei Korps waren gemischte Einheiten aus den übrigen Bundesstaaten. Der Militärbeitrag bemaß sich nach der Zahl der Einwohner. Daher spiegelte sich auch das Übergewicht Preußens und Österreichs in ihren Anteilen an den Bundestruppen wider. Insgesamt kam der Bund nach einer Mobilisierung auf etwa 300.000 Mann.
Erhebliche Bedeutung hatten die Bundesfestungen, in denen der stehende Teil der Truppen stationiert war. Diese lagen entlang der Grenzen zu Frankreich, da man im Westen ein Übergreifen neuer revolutionärer Bewegungen oder staatliches Expansionsstreben befürchtete. Die bis 1859 größte Festung befand sich in Mainz, hinzu kamen Luxemburg und Landau und nach der Rheinkrise von 1840 Rastatt und Ulm. Zum Unterhalt der Festungen zahlten die Mitgliedstaaten in eine Bundesmatrikularkasse ein.
Einen dauerhaften Oberbefehl des Bundesheeres gab es nicht. Für den einzelnen Kriegsfall wählte der Engere Rat der Bundesversammlung einen Bundesfeldherrn. Dieser war der Bundesversammlung gegenüber verantwortlich. Die Korpskommandanten der Truppenteile wurden jedoch durch die entsendenden Staaten bestimmt.

### Bundeskrieg, Bundesexekutionen und Bundesinterventionen
Der Deutsche Bund kannte
- den Bundeskrieg als gemeinsame Abwehr, falls das Bundesgebiet durch einen fremden Feind angegriffen wird (der einzige Bundeskrieg in der Geschichte des Bundes war der Konflikt mit Dänemark ab 1848);
- die Bundesexekution als Maßnahme gegen die Regierung eines Mitgliedsstaates, die gegen Bundesrecht verstoßen hat;
- die Bundesintervention als Maßnahme zugunsten einer Regierung, die beispielsweise durch einen Volksaufstand bedrängt wird.

Im Jahr 1830 verhinderten Bundestruppen mit einem Befehlshaber aus dem Königreich Hannover beispielsweise die Annexion Luxemburgs durch das neu entstehende Belgien. Nach dem Frankfurter Wachensturm in der freien Stadt Frankfurt intervenierten im Jahr 1833 preußische und österreichische Bundestruppen aus der Mainzer Bundesfestung. Im Revolutionsjahr 1848/49 wurden Truppen des Bundes verschiedene Male gegen die Revolutionäre eingesetzt. Dies geschah anfangs noch auf Befehl des alten Bundestages, so während der badischen Aprilrevolution gegen Friedrich Hecker und Gustav Struve. Im Sommer 1848 gingen die Bundestruppen in den Festungen in die Befehlsgewalt der provisorischen Zentralgewalt über. Als Reichstruppen wurden sie vielfach eingesetzt, zuletzt zur Beseitigung der demokratischen badischen Regierung im Sommer 1849 mit Unterstützung weiterer preußischer Einheiten.
Besonders spektakulär war die Bundesintervention von Bundestruppen, den sogenannten Strafbayern, nach der Revolution zwischen 1850 und 1852 in Kurhessen zur Unterstützung des weitgehend isolierten reaktionären Kurfürsten Friedrich Wilhelm.

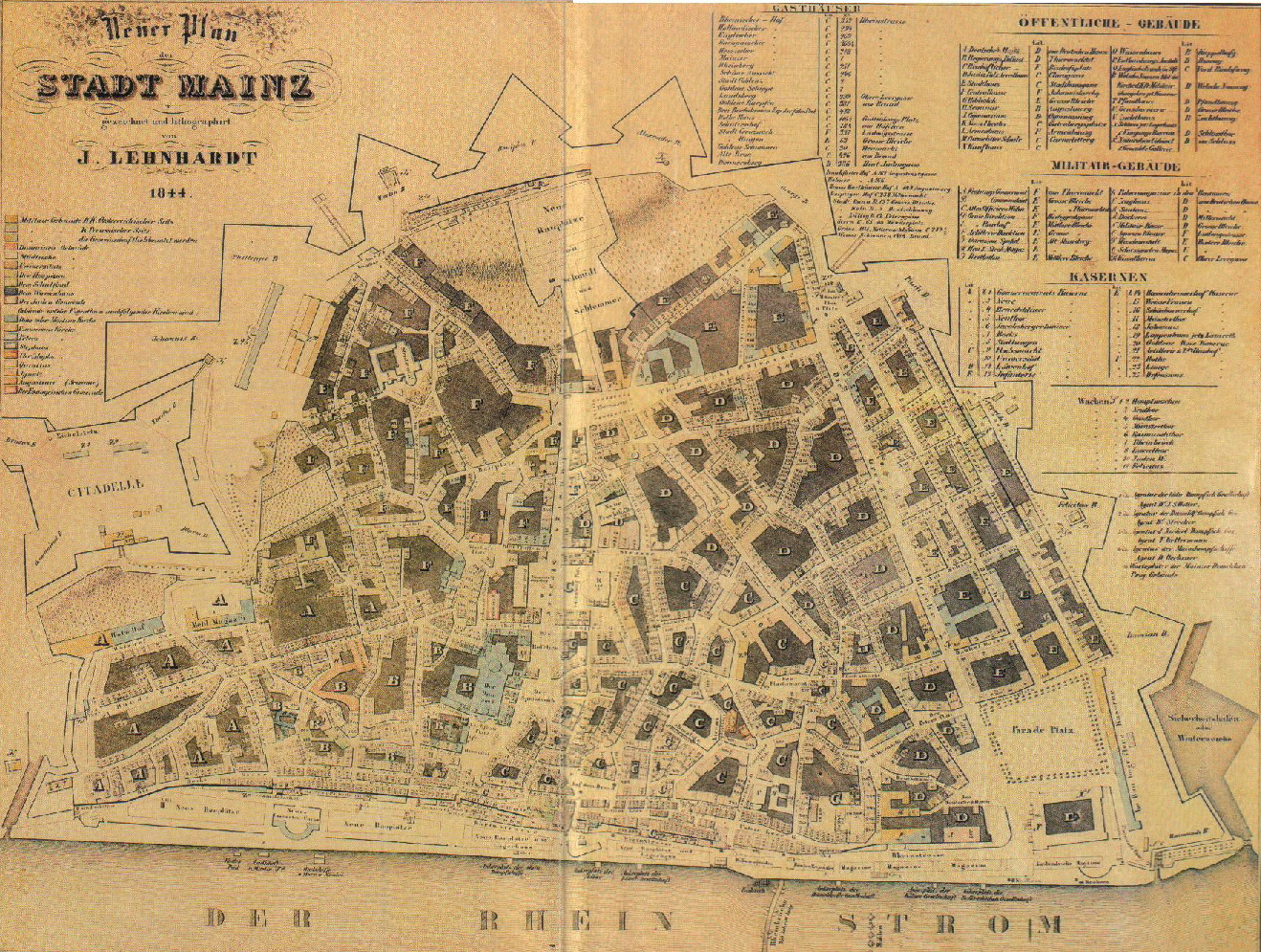
Karte der Bundesfestung Mainz um 1844

Bedingt durch die immer noch ungelöste Schleswig-Holstein-Frage und den von dänischer Seite ausgelösten Verfassungskonflikt rückten Bundestruppen 1863 mit je einer Brigade Österreicher, Preußen, Sachsen und Hannoveraner in das sowohl zum dänischen Gesamtstaat als auch zum Deutschen Bund gehörende Holstein ein (→ Bundesexekution gegen die Herzogtümer Holstein und Lauenburg von 1863).
In dem darauffolgenden Deutsch-Dänischen Krieg erlitt Dänemark 1864 eine Niederlage und musste Schleswig an Preußen und Holstein an Österreich abtreten. Streitigkeiten über die Zukunft dieser Gebiete und letztendlich über die Vorherrschaft im Deutschen Bund führten schließlich zum Deutschen Krieg, vor dem Österreich 1866 die Bundesexekution gegen Preußen beantragte. Preußen erklärte den Deutschen Bund einseitig für aufgelöst und besiegte die verbündeten Bundestruppen.
Die Durchsetzungsfähigkeit der Bundestruppen endete bei den Großmächten Österreich und Preußen; sie war lediglich stark genug, sich gegen Klein- und Mittelstaaten durchzusetzen. Zum Teil reichte schon die Drohung mit einer Bundesexekution, um ein Land zum Einlenken zu bewegen. Das betraf z. B. das Land Baden, das 1832 auf diese Weise dazu gebracht wurde, auf ein liberales Pressegesetz zu verzichten. Zweifellos spielte die militärische Bundesmacht eine wichtige Rolle als repressives Mittel gegen die verschiedenen politischen Bewegungen in den deutschen Staaten. Auf der anderen Seite sorgten die Militärmacht des Bundes und die Hegemonie der Großmächte Preußen und Österreich für eine friedensichernde Balance im Inneren bis 1866.

## Innere Gestaltung während der Restaurationszeit
Erhebliche Bedeutung hatte der Bund in der Innenpolitik, bei der die problematischen Gegensätze von Agrar- und Industriegesellschaft, von protestantischem Norden und katholischem Süden sowie zwischen konstitutionellen und absoluten Monarchien innerhalb des Bundesgebiets zu berücksichtigen waren. Es gab Grenzen hinsichtlich der einigungsfähigen Materie. Zwar betont die neuere Forschung, dass die Bundesversammlung vielfach über die in Artikel 19 der Bundesakte vorgesehenen Wirtschafts-, Handels- und Verkehrsfragen debattiert habe; doch zu Entscheidungen kam es nicht. In diese Lücke stießen die verschiedenen Zollvereine, die damit quasi eine originäre Aufgabe des Bundes übernahmen. Auch die in der Bundesakte vorgesehene Fortführung der Judenemanzipation sowie eine Verankerung der Pressefreiheit wurden nicht umgesetzt.

### Verfassungsfrage
Bereits vor der Gründung des Bundes setzte die Entstehung von Verfassungen in eher kleinen Staaten ein, ehe die Entwicklung auch die größeren Staaten erreichte. Den Anfang machte Nassau (1814), es folgten Schwarzburg-Rudolstadt (1816), Schaumburg-Lippe (1816), Waldeck (1816), Sachsen-Weimar-Eisenach (1816), dann Sachsen-Hildburghausen (1818), Bayern (1818), Baden (1818), Lippe-Detmold (1819), Württemberg (1819) und Hessen-Darmstadt (1820). Weitere Staaten folgten, bis schließlich Luxemburg (1841) den Schlusspunkt in der Verfassungsgebung des Vormärz setzte.
Zum Teil verfügten die Abgeordneten bereits über freie Mandate. Überall jedoch wirkten die alten ständischen Traditionen nach, etwa der Vorrang des Adels bei der Schaffung einer ersten Kammer oder eines Herrenhauses. In ihnen saßen Vertreter des Adels, hohe Beamte und Militärs, teilweise auch kirchliche oder universitäre Funktionsträger. Das Wahlrecht schloss nicht nur Frauen aus, sondern durch ein Zensuswahlrecht auch Kreise der ärmeren Bevölkerung. Außerdem wurden die Rechte der Volksvertretungen durch das Einberufungs- und Entlassungsrecht des Monarchen eingeschränkt. Die Parlamente berieten über Steuern oder Gesetzesentwürfe, aber nur in wenigen Staaten, wie in Württemberg, hatten sie das Recht, über den Staatshaushalt zu befinden.
Ein erhebliches Defizit bei der Umsetzung von Absichtserklärungen des Gründungsvertrags war die Behandlung der Verfassungsfrage. Artikel 13 der Bundesakte bestimmte, dass in „allen Bundesstaaten (…) eine landständische Verfassung“ eingeführt werden sollte. Dieser Begriff war vieldeutig und ließ unterschiedliche Interpretationen zu, zumal nicht angegeben war, in welcher Frist die Bestimmung erfüllt werden musste. War damit die Forderung nach einer an westeuropäischen Vorbildern orientierten Konstitution oder waren die alten vorrevolutionären ständischen Beratungsgremien gemeint? So blieb die Ausgestaltung des Artikels 13 letztlich eine Machtfrage. Bis zur Revolution von 1848/49 wurde die Verfassungsfrage im Sinne des Metternichschen Staatskonservatismus entschieden.
Die unterschiedliche Deutung des Verfassungsbegriffs ließ die Bundesstaaten bald in drei Gruppen zerfallen. Bevor es zur Ausgestaltung von gegenteiligen Bundesvorschriften kam, gaben sich einige von ihnen eine konstitutionelle Verfassung. Wiederum einige von diesen knüpften an die Erfahrungen aus der Rheinbundzeit an. Dazu gehörte auch Bayern, wo nach der Verfassung von 1808 eine revidierte Fassung bereits 1815 ausgearbeitet worden war, ohne jedoch zunächst in Kraft zu treten. Erst als sich auf Bundesebene eine Wende in der Verfassungspolitik abzeichnete, kam es 1818 zum Erlass einer zweiten Verfassung. Auch Baden erließ 1818 eine vergleichsweise moderne Verfassung, während es in Württemberg durch Vertreter altständischer und konstitutioneller Positionen bis 1819 dauerte.

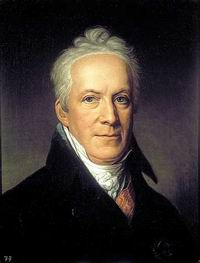
Karl August von Hardenberg

Andere Staaten änderten ihre alten Zustände überhaupt nicht oder kehrten gar zur altständischen Verfassung zurück. Im Jahr 1821 besaßen immerhin 21 Monarchien und vier von Patriziern regierte Städte eine solche „landständische Verfassung“ älteren Typs. Besonders altertümlich war das mecklenburgische Adelsregime. Im Königreich Sachsen bestanden die Zustände aus der Zeit des alten Reiches bis 1832 fort. Im Königreich Hannover setzte nach dem Ende des Königreichs Westphalen rasch eine tief greifende Restauration der alten Zustände ein. Ähnlich waren die Verhältnisse in Braunschweig und Kurhessen.
Auch in Österreich hielten sich die alten landständischen Organe in den Teilgebieten. Dagegen verhinderte das System Metternich erfolgreich die Schaffung einer Verfassung für den Gesamtstaat. Dies hatte zwar das Vorpreschen der süddeutschen Staaten nicht verhindern können, unterstützte die übrigen Länder aber bei ihren Restaurationsbemühungen. Eine entscheidende Frage war, ob es der österreichischen Diplomatie gelingen konnte, eine gesamtstaatliche Verfassung auch in Preußen zu verhindern. Gelang dieses, konnte der Drang nach einer Verfassung als eingedämmt gelten und der Trend über kurz oder lang sogar wieder umgekehrt werden. Gelang dies nicht, so winkte den Verfassungsstaaten ein Machtzuwachs, der den Handlungsspielraum der Präsidialmacht Österreich entscheidend hätte einschränken können. Hinter den Kulissen stritt Metternich daher entschieden gegen die Verfassungspläne, die in Preußen vor allem von Staatsminister Hardenberg vorangetrieben wurden. Metternich konnte sich dabei nicht zuletzt auf eine konservative Hofpartei, die so genannte Kamarilla, um den preußischen Kronprinzen, den späteren Friedrich Wilhelm IV., stützen. Da auch die Position der Verfassungsbefürworter in Preußen nicht zu unterschätzen war, hielten sich beide Seiten zunächst die Waage. Allerdings war die Position Hardenbergs und der Reformer entscheidend geschwächt. Auch seine Zustimmung zu den geplanten inneren Repressionen (s. u.) erwies sich nicht als dienlich, in Preußen das Verfassungsprojekt noch zu retten. Mit den Revolutionen von 1820 in Südeuropa, insbesondere in Spanien, nahm der Spielraum für eine konstitutionelle Entwicklung weiter ab. Als Hardenberg beim König in Ungnade fiel, war damit faktisch auch das Ende für die Pläne einer gesamtstaatlichen Verfassung verbunden. Preußen blieb, wie Österreich, bis 1848 daher ohne eine gesamtstaatliche Verfassung.

### Karlsbader Beschlüsse
Metternich nutzte die Burschenschaften und die entstehende liberale Bewegung, um eine Bedrohung der öffentlichen Ordnung zu behaupten. Als Anlass diente ihm zunächst das Wartburgfest vom 18. Oktober 1817. Vor allem gegen die Burschenschaften gingen die Einzelstaaten und der deutsche Bund mit Polizei und Spitzeln vor. Auf dem Aachener Kongress von 1818 machten die österreichische Politik des restaurativen Umbaus des Bundes und die Zusammenarbeit mit der konservativen Berliner Hofpartei weitere Fortschritte. International konnten sich die Befürworter vor allem der Unterstützung Russlands sicher sein. Die Möglichkeit zum Frontalangriff gegen die Reformer bot die Ermordung des Schriftstellers August von Kotzebue durch den Studenten Karl Ludwig Sand am 23. März 1819.

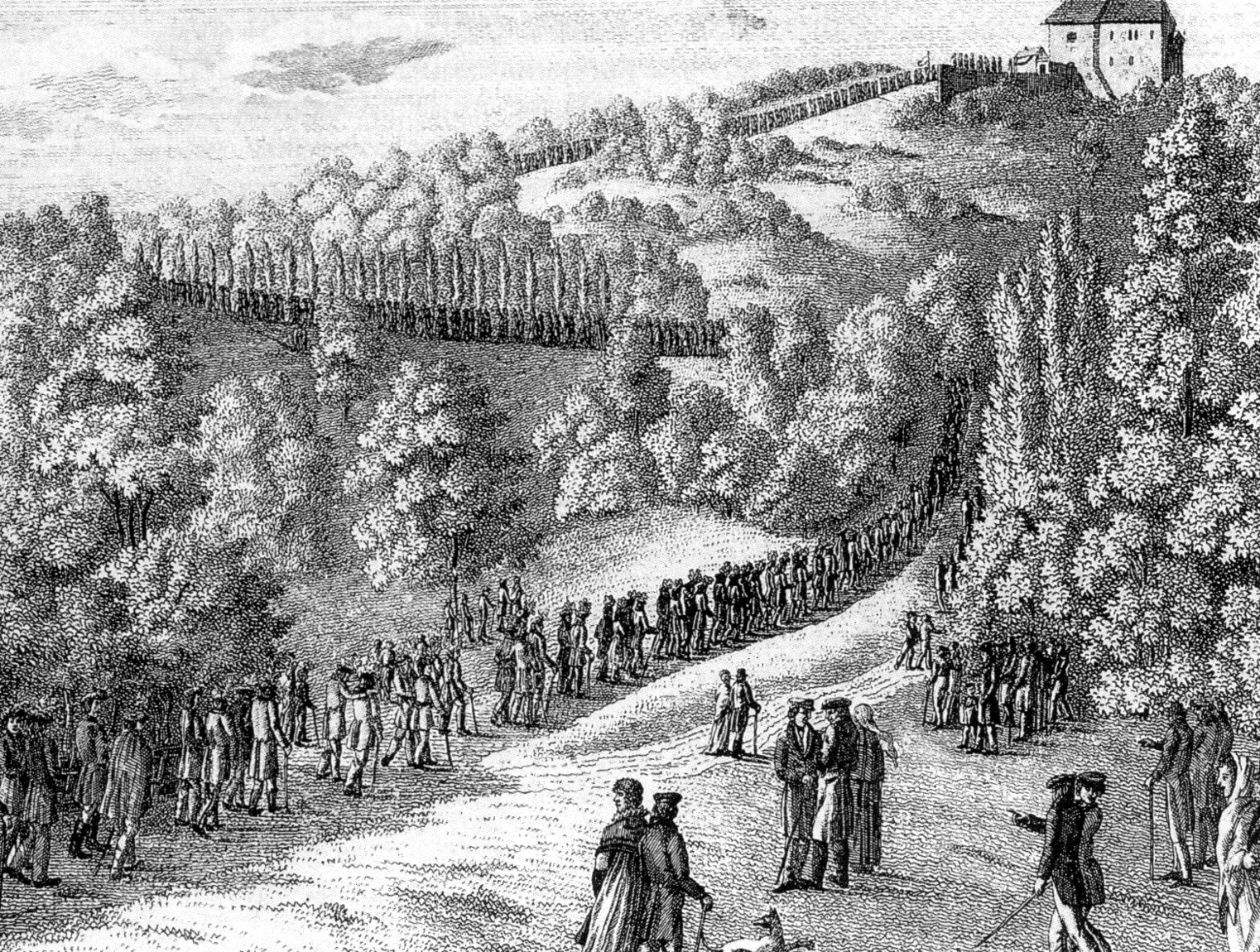
Wartburgfest 1817

Daraufhin kam es in Teplitz zu einem Treffen Metternichs mit dem preußischen König Friedrich Wilhelm III. und Hardenberg, bei dem die späteren Karlsbader Beschlüsse vorbereitet wurden. Die Befürworter einer liberal-konstitutionellen Fortentwicklung unter den Mitgliedern des Deutschen Bundes – durch eine Pressekampagne von Metternichs Vertrautem Friedrich von Gentz zusätzlich in die Defensive gedrängt – konnten dem kaum etwas entgegensetzen und mussten in einer „Teplitzer Punktation“ der österreichisch-preußischen Vereinbarung zustimmen.
Unmittelbar danach fand vom 6. bis 31. August 1819 eine Geheimkonferenz in Karlsbad statt, an der Minister aus den zehn größten Bundesstaaten teilnahmen. Diese einigten sich in langen Debatten auf ein ganzes Bündel von Bundesgesetzvorlagen, die Repressionsmaßnahmen gegen die Opposition an den Universitäten und Schulen, insbesondere gegen die studentischen Burschenschaften, enthielten und die Abschaffung der Pressefreiheit bedeuteten. Allerdings gelang es Metternich gegen den Widerstand Bayerns und Württembergs nicht, die altständische Verfassung als verbindliches Modell für alle Bundesstaaten durchzusetzen.

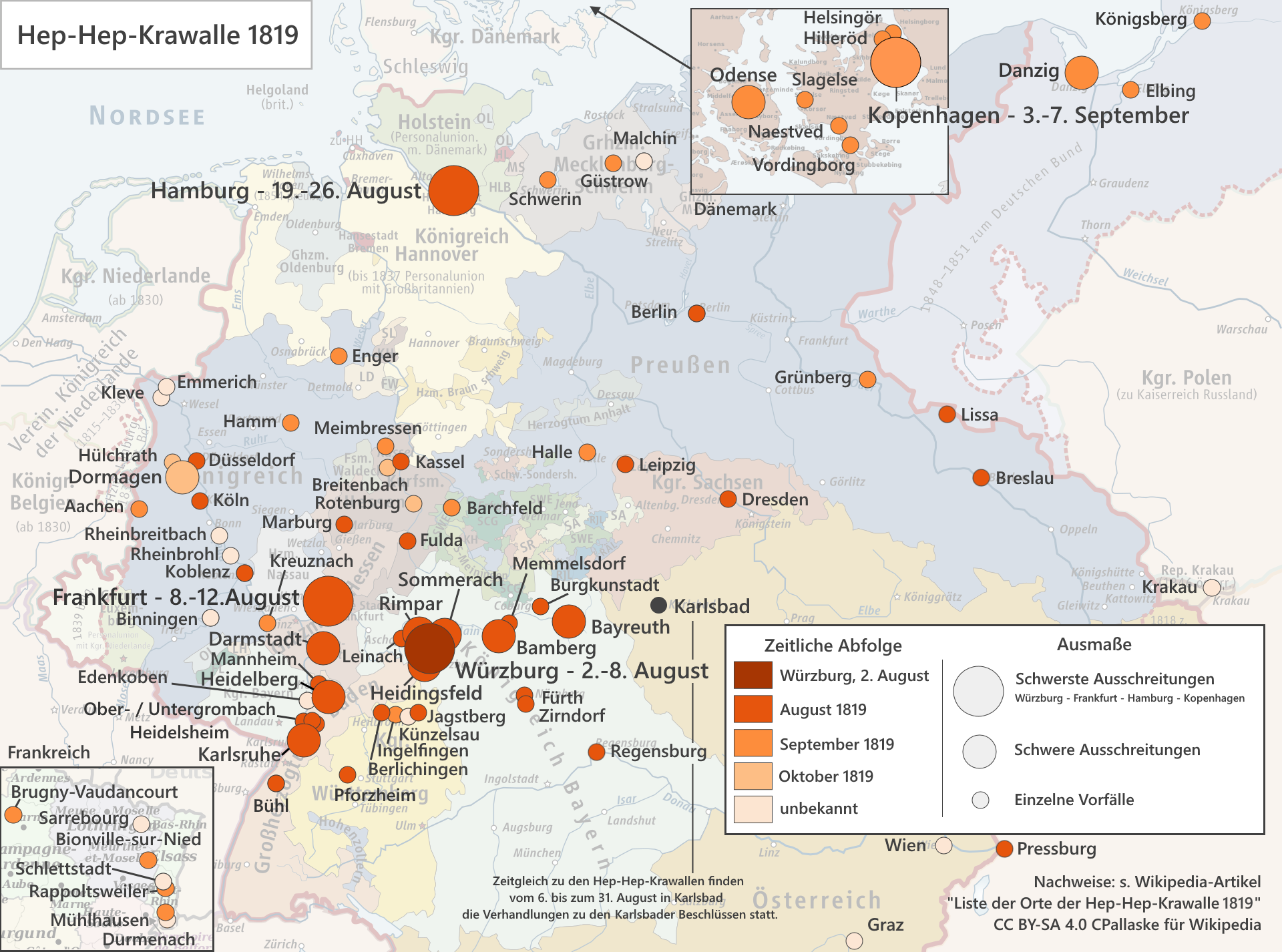
Karte der Hep-Hep-Krawalle 1819

Zeitgleich zu den Verhandlungen in Karlsbad kam es im August 1819 in vielen Städten und Ortschaften des Deutschen Bundes, insbesondere in Würzburg, Frankfurt und Hamburg, zu massiven antijüdischen Ausschreitungen. Die Hep-Hep-Krawalle gelten als größter überregionaler Aufruhr der Restaurationsphase bis zur Revolution von 1848. Die rasche Durchsetzung der Karlsbader Beschlüsse wurde durch die Krawalle beschleunigt, weil die Regierungsbehörden hinter den eigentlich gegen die Judenemanzipation gerichteten sozialen Protesten „revolutionäre Umtriebe“ vermuteten. Deshalb verabschiedete die Bundesversammlung die Beschlüsse äußerst rasch und in verfassungsrechtlich bedenklicher Weise. Ein Verfassungsbruch lag jedoch bereits in der Karlsbader Konferenz selbst, die den Bundestag als alleinzuständiges Gremium nach Artikel 4 der Bundesakte übergangen und dabei auch das Mitspracherecht der kleineren Bundesstaaten missachtet hatte.

### Restaurative Umgründung des Bundes
Bei aller anfänglichen Offenheit wird das Bild des Deutschen Bundes durch diese Funktion als „Vollstrecker der Restaurationsideen“ geprägt (Theodor Schieder). Der Bund gewann den Charakter eines bevormundenden Polizeistaates, dem es darum ging, „Ruhe und Ordnung“ durchzusetzen. Das Universitätsgesetz ermöglichte die Entlassung politisch verdächtiger Professoren, die Burschenschaften wurden verboten, das Pressegesetz führte, im Gegensatz zu Artikel 18 der Bundesakte, eine strikte Zensur ein. Zur Ausführung dieser Maßnahmen wurde eine siebenköpfige Mainzer Zentraluntersuchungskommission ins Leben gerufen. Diese besaß in hohem Maß Weisungsbefugnisse gegenüber den Polizeibehörden der Einzelstaaten.

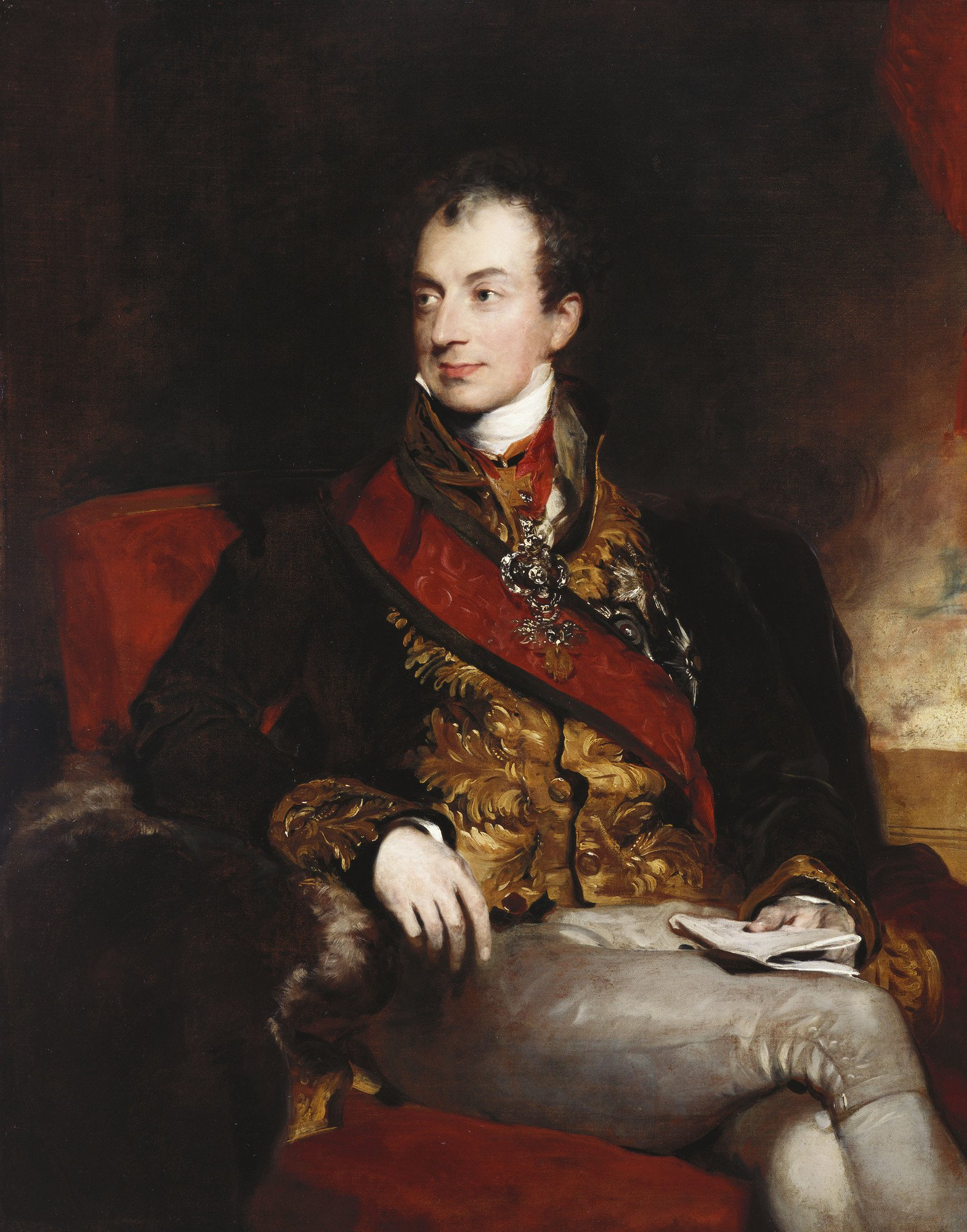
Fürst von Metternich (Porträt von Thomas Lawrence)

Die meisten Bundesstaaten setzten diese Bestimmungen in unterschiedlicher Intensität in Landesrecht um. Am stärksten waren die Widerstände in Bayern, Württemberg und Sachsen-Weimar. Besonderen Eifer legten dagegen Baden, Nassau und Preußen an den Tag. Diese gingen sogar über die Bundesvorschriften noch hinaus. Unmittelbar nach den Karlsbader Beschlüssen begann die so genannte Demagogenverfolgung missliebiger Personen. Eine ganze Reihe der Opposition verdächtigter Professoren wurde entlassen, so etwa Jakob Friedrich Fries und Lorenz Oken in Jena, Wilhelm Martin Leberecht de Wette in Berlin, Ernst Moritz Arndt in Bonn oder die Brüder Carl und Friedrich Gottlieb Welcker in Gießen. Daneben wurden zahlreiche Burschenschafter zu Gefängnis oder Festungshaft verurteilt.
Dennoch waren diese Maßnahmen und die daraus resultierenden gesellschaftspolitischen Verhältnisse weit entfernt von denen der Diktaturen des 20. Jahrhunderts. So gab es gegen die Karlsbader Beschlüsse öffentlichen Widerspruch, etwa von Friedrich Wilhelm Joseph Schelling, Friedrich Christoph Dahlmann oder Wilhelm von Humboldt. Einige der Kritiker, wie Johann Friedrich Benzenberg, warnten davor, dass die Maßnahmen auf lange Sicht eine Revolution erst ermöglichen würden.
Vollendet wurde die Politik Metternichs zur konservativen Umgründung des Bundes auf den Wiener Ministerialkonferenzen vom November 1819 bis Mai 1820. Sie dienten dazu, die offenen Punkte der Bundesakte im restaurativen Sinne zu schließen. Das Ergebnis war die „Bundes-Supplementarakte“, besser bekannt unter dem Namen Wiener Schlussakte vom 15. Mai 1820. Darin wurde eine Auslegung des Verfassungsartikels der Bundesakte festgeschrieben, wonach zwar einerseits die bestehenden Konstitutionen Bestandsrecht hatten, andererseits das monarchische Prinzip aber fest verankert und die möglichen Rechte der Landstände oder Parlamente begrenzt wurden.

## Wirtschaft und Gesellschaft

### Der Deutsche Zollverein
Im Gegensatz zum Auftrag der Bundesakte gelang es dem Deutschen Bund nicht, die wirtschaftlichen Verhältnisse in den deutschen Ländern zu vereinheitlichen. Insbesondere die zollpolitische Zersplitterung behinderte die industrielle Entwicklung. Wichtige Anstöße zu Veränderungen in diesem Bereich kamen von außen. Mit der Aufhebung der Kontinentalsperre standen deutsche Gewerbetreibende in direkter Konkurrenz zur englischen Industrie. Ein Allgemeiner Deutscher Handels- und Gewerbeverein verlangte nach zollpolitischem Schutz. Sein Sprecher, der Nationalökonom Friedrich List, forderte in einer weit verbreiteten Petition darüber hinaus einen Abbau der innerdeutschen Zollschranken. Zwar beschäftigte sich der Bundestag auf Initiative Badens bereits 1819 und 1820 mit einer möglichen Zolleinigung, ohne dass es dabei jedoch zu einer Einigung gekommen wäre. Die Überwindung der innerdeutschen Zölle vollzog sich daher außerhalb der Bundesorgane auf der Ebene der beteiligten Staaten selbst.

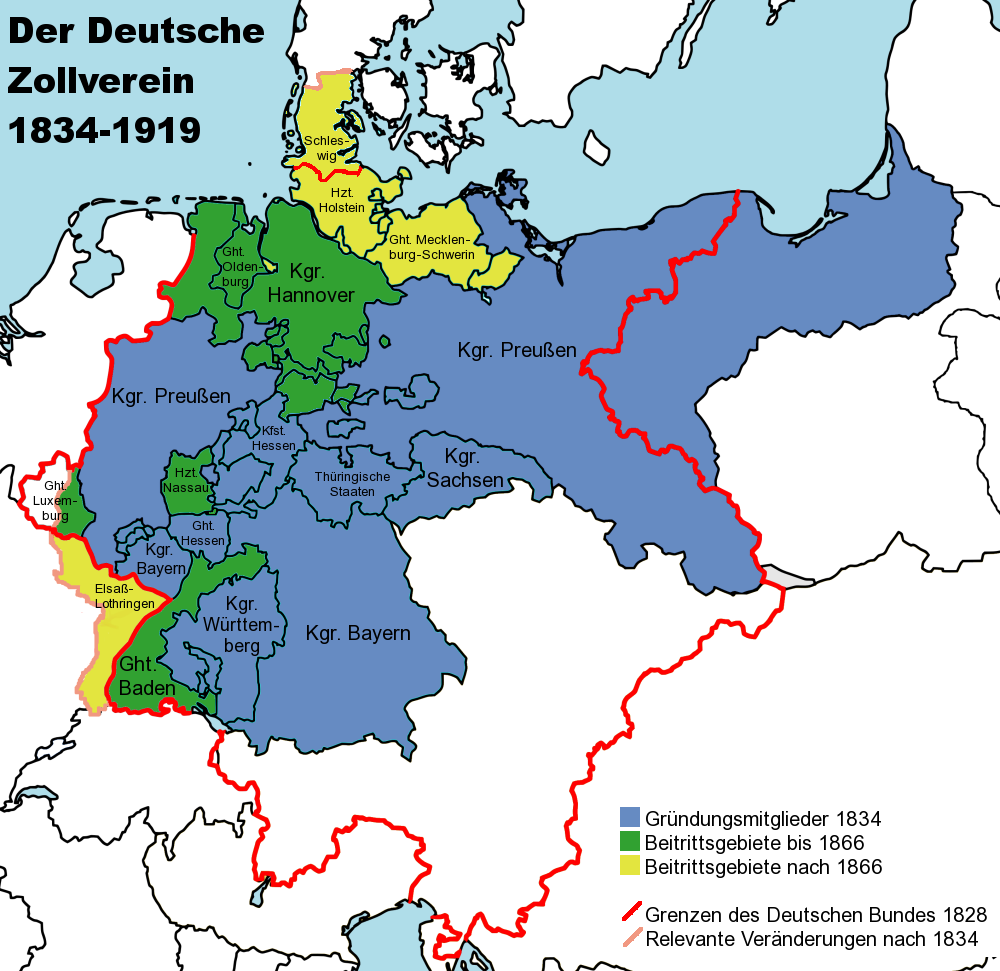
Der Deutsche Zollverein zum Zeitpunkt der Gründung (blau), mit Gebietserweiterungen bis 1866 (grün) sowie nach 1866 (gelb).

Die Initiative dazu ging in erster Linie von Preußen aus. Die Regierung dieses Staates hatte angesichts des zersplitterten Staatsgebiets ein Eigeninteresse daran, die Zollgrenzen zu überwinden. In Preußen selbst waren 1818 alle innerstaatlichen Handelsschranken gefallen. Nach außen hin wurde ein nur mäßiger Schutzzoll erhoben. Damit konnten sowohl die am Freihandel interessierten Großgrundbesitzer, als auch die von der ausländischen Konkurrenz bedrohte gewerbliche Wirtschaft leben. Die Nachbarstaaten Preußens erhoben sofort Protest gegen die Behinderung ihrer Wirtschaft durch die hohen preußischen Durchgangszölle. Davon ging erheblicher Druck aus, sich dem preußischen Zollsystem selbst anzuschließen. Als erstes schloss sich das Fürstentum Schwarzburg-Sondershausen dem System an, ihm folgten verschiedene weitere der kleinen thüringischen Staaten. In anderen Staaten löste die preußische Zolloffensive heftige Gegenreaktionen aus. Bereits 1820 plante Württemberg einen Zollverbund des „Dritten Deutschlands“ zu gründen, also der Staaten des Deutschen Bundes ohne Österreich und Preußen. Allerdings scheiterte das Vorhaben an den unterschiedlichen Interessen der angesprochenen Länder. Während das relativ hoch entwickelte Baden für Freihandel eintrat, verlangte die bayerische Regierung einen Schutzzoll. Immerhin kam es später zu einer Einigung zwischen Württemberg und Bayern und der Gründung eines Süddeutschen Zollvereins. Als Gegengründung zu den preußischen Aktivitäten entstand außerdem 1828 aus Hannover, Sachsen, Kurhessen und weiteren Staaten ein von Österreich geförderter Mitteldeutscher Handelsverein. Die Staaten verpflichteten sich, nicht dem preußischen Verbund beizutreten, bildeten selber aber keine Zollunion.
Die preußische Regierung, vor allem Finanzminister Friedrich Christian Adolf von Motz, verstärkte angesichts dieser Gründungen daraufhin ihre Bemühungen. Der erste größere Staat, der sich dem preußischen Zollgebiet anschloss, war 1828 das Großherzogtum Hessen-Darmstadt. Bereits 1829 begann der mitteldeutsche Zollverein auseinanderzubrechen, als Kurhessen ihn verließ. Im selben Jahr kam es zu einem Vertrag zwischen dem preußischen und dem süddeutschen Zollverbund. Damit war der Weg zur Gründung eines größeren Deutschen Zollvereins frei. Im Jahr 1833 schlossen sich der preußische und der süddeutsche Zollbereich offiziell zusammen. Sachsen und die thüringischen Staaten kamen noch im selben Jahr dazu. Am 1. Januar 1834 trat dann der Deutsche Zollverein in Kraft. In den folgenden Jahren wurden Baden, Nassau, Hessen und die Freie Stadt Frankfurt Mitglieder. Es fehlten vorerst noch Hannover und die norddeutschen Stadtstaaten, die teilweise erst während der Reichsgründungsära beitraten; Hamburg ließ sich bis 1888 Zeit.
Um den Souveränitätsanspruch der kleineren Staaten zu schützen, wurde bei den Verhandlungen über die Strukturen des Vereins versucht, das Prinzip der Gleichberechtigung zu wahren. Oberstes Organ war die Zollvereinskonferenz, für deren Entscheidungen Einstimmigkeit vorgeschrieben wurde. Diese Beschlüsse mussten dann aber auch noch von den Einzelstaaten ratifiziert werden. Gleichwohl war mit dem Beitritt zum Bund die Aufgabe von Hoheitsrechten an eine zwischenstaatliche Institution verbunden. Der Vertrag wurde zunächst auf acht Jahre abgeschlossen. Er verlängerte sich automatisch, wenn er nicht von einem der Mitglieder gekündigt wurde. Bei aller theoretischen Gleichberechtigung hatte Preußen doch ein Übergewicht, insbesondere der Abschluss von Handelsverträgen mit anderen Staaten lag in seiner Hand.
Die wirtschaftlichen Wirkungen sind allerdings nicht ganz eindeutig. Zwar konnten in einigen Staaten die direkten Steuern gesenkt werden, aber der Zollverein war kein zielgerichtetes Instrument zur Förderung der Industriewirtschaft. Vielmehr waren die Leitvorstellungen der meisten maßgeblichen Politiker noch von einem mittelständisch-vorindustriellen Gesellschaftsbild geprägt. Vom Zollverein wurde die industrielle Entwicklung zwar erleichtert, es gingen aber keine entscheidenden Wachstumsimpulse von ihm aus. Auch die später immer wieder betonte Funktion des Vereins als Motor der deutschen Einheit lag nicht in der Absicht der Politiker der Einzelstaaten. Einigen Zeitgenossen, wie dem preußischen Finanzminister von Motz, war die politische Dimension jedoch durchaus bewusst. Er sah den geplanten Zollverein bereits 1829 als Werkzeug zur Durchsetzung eines kleindeutschen Nationalstaats unter preußischer Führung. Metternich wiederum sah in ihm 1833 eine Bedrohung des Deutschen Bundes.

### Die industrielle Revolution

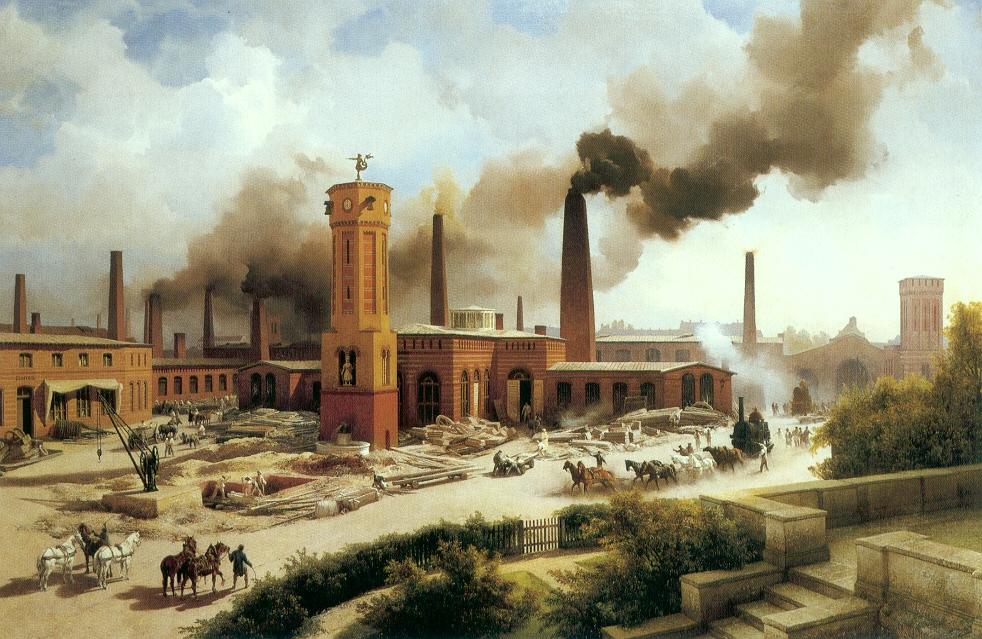
Lokomotivfabrik von August Borsig um 1847 (Gemälde von Karl Eduard Biermann)

War die politische Entwicklung im Deutschen Bund über weite Strecken von restaurativen Tendenzen gekennzeichnet, fällt in diese Zeit mit der industriellen Revolution eine der folgenreichsten wirtschaftlichen und sozialen Veränderungen in diesem Gebiet überhaupt. Zu Beginn des Bundes war Deutschland noch überwiegend agrarisch geprägt. Hinzu kamen einige ältere gewerbliche Verdichtungszonen mit eher traditionellen Produktionsmethoden und nur ganz vereinzelt gab es moderne Fabriken.
Am Ende der Epoche war eindeutig die Industrie bestimmend für die wirtschaftliche Entwicklung und prägte direkt oder indirekt die Gesellschaft. Anders als in Großbritannien, wo die Textilindustrie der entscheidende Motor für die industrielle Entwicklung war, sorgte im Deutschen Bund die Eisenbahn für den nötigen Wachstumsschub. Das Eisenbahnzeitalter begann in Deutschland mit der sechs Kilometer langen Strecke zwischen Nürnberg und Fürth der Ludwigseisenbahn-Gesellschaft im Jahr 1835. Die erste wirtschaftlich bedeutende Strecke war die auf maßgebliche Initiative von Friedrich List gebaute 115 Kilometer lange Strecke zwischen Leipzig und Dresden (1837). In den folgenden Jahren erlebte der Eisenbahnbau ein rasantes Wachstum. Gab es im Jahr 1840 erst 580 Kilometer, waren es 1850 bereits über 7000 Kilometer. Der wachsende Transportbedarf führte zum Ausbau des Schienennetzes, dies wiederum verstärkte die Nachfrage nach Eisen und Kohle. So stieg die Zahl der Bergleute im entstehenden Ruhrgebiet von 3400 im Jahr 1815 auf 9000 Mann 1840 an.
Einen ähnlichen Aufschwung erlebte auch die Eisen- und Stahlindustrie, wie etwa das Beispiel Krupp zeigt. Hatte das Unternehmen um 1830 herum erst 340 Arbeiter, waren es Anfang der 1840er Jahre bereits etwa 2000. Unmittelbar profitierte vom Eisenbahnbau der Maschinenbau. Seit den 1830er Jahren vermehrte sich daher die Zahl der Hersteller von Dampfmaschinen und Lokomotiven. Dazu zählten die Maschinenfabrik Esslingen, die Sächsische Maschinenfabrik in Chemnitz, August Borsig in Berlin, in München J.A. Maffei, die später so genannte Firma Hanomag in Hannover, Henschel in Kassel und in Karlsruhe Emil Keßler. An der Spitze stand unbestritten die Firma Borsig, die 1841 ihre erste und 1858 bereits die tausendste Lokomotive herstellte und mit 1100 Beschäftigten zur drittgrößten Lokomotivfabrik der Welt aufstieg.
Allerdings war die industrielle Entwicklung kein flächendeckendes, sondern ein regionales Phänomen. Zum Ende des Deutschen Bundes lassen sich vier Regionstypen unterscheiden:
- Die erste umfasst deutlich industrialisierte Gebiete wie das Königreich Sachsen, das Rheinland, die Rheinpfalz und auch das Großherzogtum Hessen.
- Eine zweite Gruppe umfasst solche Regionen, in denen zwar einige Branchen oder Teilregionen als Vorreiter der Industrialisierung erscheinen, das Gesamtgebiet aber nicht als industrialisiert gelten kann. Dazu zählen Württemberg, Baden, Schlesien, Westfalen, die preußische Provinz Sachsen und Nassau.
- In einer dritten Gruppe finden sich Regionen, in denen es zwar frühindustrielle Ansätze in einigen Städten gab, die aber ansonsten eine vergleichsweise geringe gewerbliche Entwicklung aufwiesen. Dazu rechnen das Königreich Hannover beziehungsweise die Provinz Hannover, Ober- und Mittelfranken.
- Hinzu kommen Gebiete, die größtenteils landwirtschaftlich geprägt waren und deren Gewerbe meist handwerklich geprägt war. Dazu zählen etwa Ost- und Westpreußen, Posen und Mecklenburg.[32]

### Pauperismus und Auswanderung

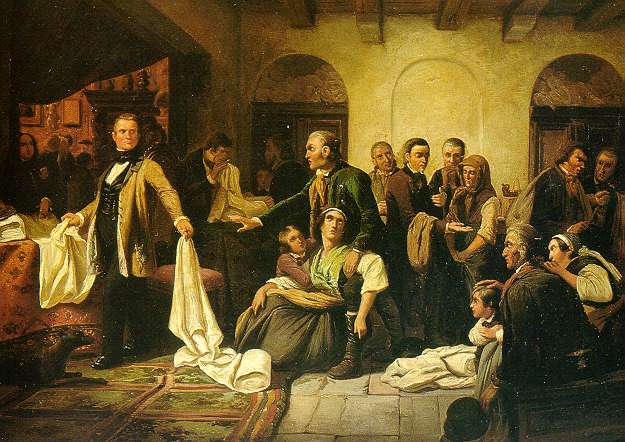
Die schlesischen Weber (Gemälde Carl Wilhelm Hübner, 1846)

Vor allem in den nicht industrialisierten Gebieten profitierte die Bevölkerung nicht von den neuen wirtschaftlichen Entwicklungen. Nicht selten verschärften der Zusammenbruch des alten Gewerbes und die Krise des Handwerks die soziale Not. Davon betroffen war vor allem das vielfach überbesetzte produzierende Handwerk. In der ländlichen Gesellschaft hatte sich seit dem 18. Jahrhundert die Zahl der Betriebe in unter- oder kleinbäuerlichen Schichten mit nur wenig oder gar keinem Ackerland stark vermehrt. Dazu hatten die gewerblichen Erwerbsmöglichkeiten – sei es im Landhandwerk oder im Heimgewerbe – stark beigetragen. Mit der Krise des Handwerks und dem Niedergang des Heimgewerbes gerieten erhebliche Teile dieser Gruppen in Existenznöte. Diese Entwicklungen trugen zum Pauperismus des Vormärz nicht unwesentlich bei. Mittelfristig kamen aus diesen Gruppen große Teile der Fabrikarbeiter, aber für eine längere Übergangszeit bedeutete die Industrialisierung eine Verarmung von zahlreichen Menschen. Zunächst ging mit den Gewinnmöglichkeiten der Lebensstandard zurück, ehe ein Großteil etwa der Heimgewerbetreibenden erwerbslos wurde. Am bekanntesten ist in diesem Zusammenhang der schlesische Weberaufstand.
Da die meisten der neuen Industrien zunächst den lokalen Unterschichten Arbeit gaben, spielte die Binnenwanderung in den ersten Jahrzehnten noch eine untergeordnete Rolle. Stattdessen schien die Auswanderung eine Möglichkeit zu sein, die soziale Not zu überwinden. In den ersten Jahrzehnten des 19. Jahrhunderts war der quantitative Umfang dieser Art von Wanderungsbewegung noch begrenzt. Zwischen 1820 und 1830 schwankte die Zahl der Auswanderer zwischen 3000 und 5000 Personen pro Jahr. Seit den 1830er Jahren begannen die Zahlen deutlich anzusteigen. Hier wirkte sich vor allem die Hauptphase des Pauperismus mit der Agrarkrise von 1846/47 aus. Einen ersten Höhepunkt erreichte die Bewegung daher auch 1847 mit 80.000 Auswanderern pro Jahr.
Die Auswanderung selbst nahm organisierte Formen zunächst durch Auswanderungsvereine und zunehmend durch kommerziell orientierte Agenten an, die nicht selten mit anrüchigen Methoden arbeiteten und ihre Klientel betrogen. Teilweise, vor allem in Südwestdeutschland und insbesondere in Baden, wurde die Auswanderung von den Regierungen gefördert, um so die soziale Krise zu entschärfen.
In den frühen 1850er Jahren stieg die Zahl der Auswanderer weiter an und lag 1854 bei 239.000 Menschen pro Jahr. Dabei mischten sich soziale, wirtschaftliche und auch latent politische Motive. Insgesamt wanderten zwischen 1850 und 1860 etwa 1,1 Millionen Personen aus, davon kamen allein ein Viertel aus den Realteilungsgebieten Südwestdeutschlands.

### Die arbeitenden Klassen
| Gebiet                                                   | 1816       | 1865       | Zuwachs in Prozent | Durchschnitts- zuwachsrate pro Jahr in % |
| -------------------------------------------------------- | ---------- | ---------- | ------------------ | ---------------------------------------- |
| Preußen (Bundesgebiete)                                  | 8.093.000  | 14.785.000 | 83                 | 1,2                                      |
| Schleswig-Holstein (Schleswig nicht Mitglied des Bundes) | 681.000    | 1.017.000  | 49                 | 0,8                                      |
| Hamburg                                                  | 146.000    | 269.000    | 84                 | 1,2                                      |
| Mecklenburg-Schwerin                                     | 308.000    | 555.000    | 80                 | 1,2                                      |
| Hannover                                                 | 1.328.000  | 1.926.000  | 45                 | 0,7                                      |
| Oldenburg                                                | 220.000    | 302.000    | 37                 | 0,6                                      |
| Braunschweig                                             | 225.000    | 295.000    | 31                 | 0,5                                      |
| Hessen-Kassel                                            | 568.000    | 754.000    | 33                 | 0,6                                      |
| Hessen-Darmstadt                                         | 622.000    | 854.000    | 37                 | 0,6                                      |
| Nassau                                                   | 299.000    | 466.000    | 56                 | 0,9                                      |
| Thüringische Staaten                                     | 700.000    | 1.037.000  | 48                 | 0,8                                      |
| Sachsen                                                  | 1.193.000  | 2.354.000  | 97                 | 1,4                                      |
| Baden                                                    | 1.006.000  | 1.429.000  | 42                 | 0,7                                      |
| Württemberg                                              | 1.410.000  | 1.752.000  | 24                 | 0,4                                      |
| Bayern (mit bayer. Pfalz)                                | 3.560.000  | 4.815.000  | 35                 | 0,6                                      |
| Luxemburg/Limburg (Bundesgebiet)                         | 254.000    | 395.000    | 56                 | 0,9                                      |
| Kaisertum Österreich (Bundesgebiet)                      | 9.290.000  | 13.856.000 | 49                 | 0,8                                      |
| Sonstige                                                 | 543.000    | 817.000    | 51                 | 0,8                                      |
| Deutscher Bund                                           | 30.446.000 | 47.689.000 | 57                 | 0,9                                      |

Seit etwa der Mitte der 1840er Jahre begann sich die Zusammensetzung und der Charakter der unteren Gesellschaftsschichten zu wandeln. Ein Indikator dafür ist, dass etwa seit dieser Zeit der Begriff Proletariat im gesellschaftlichen Diskurs eine immer wichtigere Rolle spielte und den Pauperismusbegriff bis in die 1860er Jahre verdrängte. Wie differenziert diese Gruppe im Übergang von der traditionellen zur industriellen Gesellschaft war, zeigen zeitgenössische Definitionen. Dazu zählten Handarbeiter und Tagelöhner, die Handwerksgesellen und Gehilfen, schließlich die Fabrik- und industriellen Lohnarbeiter. Diese „arbeitenden Klassen“ im weitesten Sinn stellten in Preußen 1849 etwa 82 % aller Erwerbstätigen und zusammen mit ihren Angehörigen machten sie 67 % der Gesamtbevölkerung aus.
Unter diesen bildeten die modernen Fabriksarbeiter zunächst noch eine kleine Minderheit. Rein quantitativ zählte man in Preußen (einschließlich der Beschäftigten in den Manufakturen) im Jahr 1849 270.000 Fabrikarbeiter. Unter Einschluss der 54.000 Bergleute kommt man insgesamt auf die noch recht geringe Zahl von 326.000 Arbeitern. Diese Zahl stieg bis 1861 auf 541.000 an.
Frauenarbeit war und blieb in einigen Branchen wie der Textilindustrie weit verbreitet, im Bergbau oder der Schwerindustrie waren Frauen allerdings kaum beschäftigt. Vor allem in den ersten Jahrzehnten gab es gerade in der Textilindustrie auch Kinderarbeit. Während die Frauen- und Kinderarbeit von einigen Branchen abgesehen eher von untergeordneter Bedeutung waren, blieben beide in der Landwirtschaft und im Heimgewerbe weit verbreitete Erscheinungen.
Das Verschmelzen der anfangs sehr heterogenen Gruppen zu einer Arbeiterschaft mit einem mehr oder weniger gemeinsamen Selbstverständnis erfolgte zunächst in den Städten und war nicht zuletzt ein Ergebnis der Zuwanderung von ländlichen Unterschichten. Die Angehörigen der pauperisierten Schichten des Vormärz hofften in den Städten dauerhaftere und besser entlohnte Verdienste zu finden. Im Laufe der Zeit wuchs die anfangs sehr heterogene Schicht der „arbeitenden Klassen“ zusammen, es entwickelte sich gefördert durch das enge Zusammenleben in den engen Arbeiterquartieren ein dauerhaftes soziales Milieu.

### Das Bürgertum
Das 19. Jahrhundert gilt als Zeit des Durchbruchs der bürgerlichen Gesellschaft. Rein quantitativ stellten die Bürger allerdings nie die Mehrheit der Gesellschaft. Anfangs überwog die ländliche Gesellschaft, und am Ende stand die Industriearbeiterschaft im Begriff, die Bürger zahlenmäßig zu überholen. Aber zweifellos wurden die bürgerliche Lebensweise, ihre Werte und Normen prägend für das 19. Jahrhundert. Zwar behaupteten Monarchen und Adel zunächst noch ihre Führungsrolle in der Politik, aber diese wurde allein durch die neuen nationalen und bürgerlichen Bewegungen mitgeprägt und herausgefordert.
Allerdings war das Bürgertum keine homogene Gruppe, sondern setzte sich aus verschiedenen Teilen zusammen. In einer Kontinuität mit dem Bürgertum der frühen Neuzeit stand das alte Stadtbürgertum der Handwerker, Gastwirte oder Händler. Nach unten ging dieses allmählich in das Kleinbürgertum der kleinen Gewerbetreibenden, Einzelmeister oder Krämer über. Die Zahl der Vollbürger lag bis über das 19. Jahrhundert hinaus zwischen 15 und 30 % der Einwohner. Die Exklusivität des Bürgerstatus verloren sie nach den Reformen in den Rheinbundstaaten, in Preußen und später auch in den anderen deutschen Staaten durch den staatsbürgerlichen Gleichheitsbegriff und aufgrund der sukzessiven Durchsetzung der Einwohnergemeinden. Von Ausnahmen abgesehen, verharrte die Gruppe der alten Stadtbürger im frühen 19. Jahrhundert in den überkommenen Lebensformen. Im Stadtbürgertum zählten ständische Tradition, Familienrang, vertraute Geschäftsformen, schichtenspezifischer Aufwandskonsum. Dagegen stand diese Gruppe der raschen, aber risikoreichen industriellen Entwicklung skeptisch gegenüber. Numerisch bildete diese Gruppe bis weit in die Mitte des 19. Jahrhunderts die größte Bürgergruppe.
Jenseits des alten Bürgerstandes stiegen seit dem 18. Jahrhundert neue Bürgergruppen auf. Dazu zählen vor allem das Bildungs- und Wirtschaftsbürgertum. Den Kern des Bildungsbürgertums im Gebiet des Deutschen Bundes bildeten vorwiegend die höheren Beschäftigten im Staatsdienst, in der Justiz und den im 19. Jahrhundert expandierenden höheren Bildungswesen der Gymnasien und Universitäten. Neben dem beamteten Bildungsbürgertum gewannen freie akademische Berufe wie Ärzte, Rechtsanwälte, Notare oder Architekten erst seit den 1830/40er Jahren zahlenmäßig an Gewicht. Konstituierend war für diese Gruppe, dass die Zugehörigkeit nicht auf ständischen Vorrechten, sondern auf Leistungsqualifikationen beruhte.
Zwar war die Selbstrekrutierung hoch, aber das Bildungsbürgertum in der ersten Hälfte des 19. Jahrhunderts war durchaus aufnahmebereit für soziale Aufsteiger. Etwa 15–20 % stammte aus eher kleinbürgerlichen Verhältnissen und schaffte den Aufstieg über das Abitur und ein Studium. Die unterschiedliche Herkunft wurde durch die Ausbildung und ähnliche Verkehrskreise nivelliert.

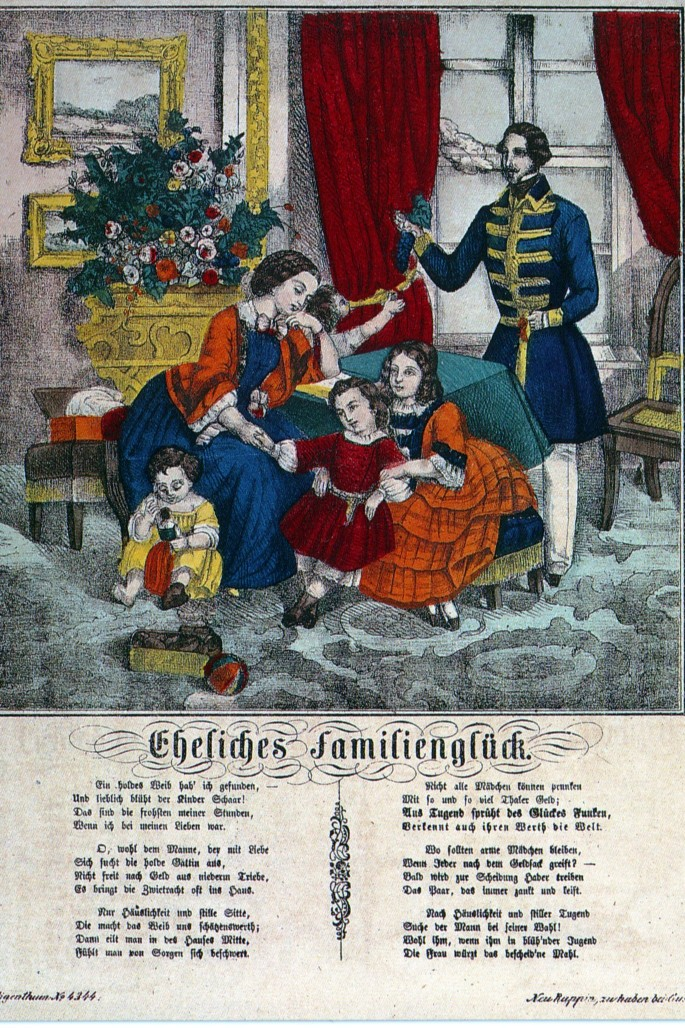
Idealisierte Darstellung des bürgerlichen Familienbildes (Neuruppiner Bilderbogen, 1861)

Das Bildungsbürgertum, das einen beträchtlichen Teil der bürokratischen und juristischen Funktionselite stellte, war politisch die sicherlich einflussreichste bürgerliche Teilgruppe. Gleichzeitig setzte sie aber auch kulturelle Normen, die mehr oder weniger von anderen bürgerlichen Gruppen bis hin in die Arbeiterklasse und selbst vom Adel partiell adaptiert wurden. Dazu gehört etwa das bis ins 20. Jahrhundert hinein dominierende bürgerliche Familienbild des öffentlich tätigen Mannes und der Haus und Kinder versorgenden Ehefrau. Das Bildungsbürgertum stützte sich auf ein neuhumanistisches Bildungsideal. Dieses diente sowohl zur Abgrenzung gegenüber dem auf Privilegien beruhenden Adel, wie gegenüber den ungebildeten Schichten.
Mit der industriellen Entwicklung trat zunehmend neben Stadt- und Bildungsbürgertum ein neues Wirtschaftsbürgertum. Die deutsche Form der Bourgeoisie entstammte der Gruppe der Unternehmer. Bis zur Mitte des Jahrhunderts schätzt die Forschung, dass hierzu einige hundert Unternehmerfamilien zu rechnen seien. In den folgenden Jahrzehnten bis 1873 nahm ihre Zahl zwar auf einige tausend Familien zu, aber das Wirtschaftsbürgertum war zahlenmäßig die kleinste bürgerliche Teilgruppe. Zu ihr gehörten neben den Industriellen auch Bankiers, Kapitalbesitzer und zunehmend die angestellten Manager.
Die soziale Herkunft der Wirtschaftsbürger war unterschiedlich. Einige von ihnen, wie August Borsig, waren soziale Aufsteiger aus Handwerkerkreisen, ein beträchtlicher Teil stammte wie etwa die Krupps aus angesehenen, lang eingesessenen und wohlhabenden stadtbürgerlichen Kaufmannsfamilien. Es wird geschätzt, dass etwa 54 % der Industriellen aus Unternehmerfamilien stammten, 26 % kamen aus Familien von Landwirten, selbstständigen Handwerkern oder kleineren Händlern, die übrigen 20 % kamen aus dem Bildungsbürgertum, aus Offiziers-, Großgrundbesitzerfamilien. Aus Arbeiterfamilien oder der ländlichen Unterschicht kam so gut wie kein Industrieller. Bereits während der industriellen Revolution verlor der Typus des sozialen Aufsteigers an Gewicht. Während etwa 1851 erst 1,4 % der Unternehmer akademisch gebildet waren, hatten 1870 37 % aller Unternehmer eine Hochschule besucht. Seit den 1850er Jahren begann sich das Wirtschaftsbürgertum durch seinen Lebensstil – etwa durch den Bau von repräsentativen Villen oder den Kauf von Landbesitz – von den übrigen bürgerlichen Gruppen abzusondern. Teilweise begannen diese sich in ihrem Lebensstil am Adel zu orientieren. Die Möglichkeiten dazu hatten allerdings nur die Besitzer von Großbetrieben. Daneben gab es eine mittlere Schicht von Unternehmern, wie die Familie Bassermann, die sich vom Adel abgrenzte und einer ausgesprochenen Mittelstandsideologie folgte.

## Geschichte und politische Entwicklungen

Deutschlandkonzepte 1848–1867: Begriffe

Deutschlandkonzepte 1848–1867: Pläne und Konzeption einer Gesamtstaatsverfassung

Die Geschichte des Bundes lässt sich in verschiedene Phasen gliedern:
Die erste Phase von 1815 bis 1848 wird als Zeit der Restauration und des Vormärz bezeichnet. Einige Autoren lassen den Vormärz mit dem Jahr 1830 beginnen, andere mit dem Jahr 1840. Im Vormärz, der Epoche vor der Märzrevolution von 1848, rangen bereits politische Unterdrückung und politischer Aufbruch miteinander.
Die zweite Phase ist die Zeit ab der Märzrevolution bis zur Wiederherstellung des Bundestages 1851. Während dieser Periode setzte die Frankfurter Nationalversammlung eine Reichsregierung ein und erarbeitete eine gesamtdeutsche Verfassung, welche aber aufgrund der Weigerung des preußischen Königs Friedrich Wilhelm IV., die ihm angetragene Kaiserwürde anzunehmen, nicht rechtswirksam wurde. Nach der Niederschlagung der Revolution 1849 bemühte sich Preußen um einen eigenen Einigungsversuch (Erfurter Union) und Österreich um einen Beitritt seines gesamten Gebietes zum Deutschen Bund (Großösterreich-Plan).
Die dritte Phase ist die Reaktionsära bis 1859 mit einer nachfolgenden Phase der erneuten Reformdiskussion. Die Reaktionszeit war geprägt durch den Versuch der Restaurierung des Deutschen Bundes in seiner vorrevolutionären Gestalt und durch obrigkeitsstaatliche Unterdrückung aller oppositionellen Bewegungen. Der letzte große Anlauf zu einer Bundesreform war der Frankfurter Fürstentag von 1863, den Preußen scheitern ließ. Der politische Gegensatz zwischen Österreich und Preußen über die Frage der Verwaltung Schleswig-Holsteins und der Ausgang des Deutschen Krieges führten zum Untergang des Deutschen Bundes.
Einen Nachfolger im rechtlichen Sinne hatte der Deutsche Bund nicht. Im Prager Frieden zwischen Preußen und Österreich wurde bestimmt, dass das Vermögen aufgeteilt werden sollte und die Bundesbeamten ihre Pensionsansprüche behielten. Das Nähere regelte eine Kommission. Der Prager Frieden erlaubte Preußen eine Neuordnung nördlich der Mainlinie, woraus ein Bundesstaat entstand, der Norddeutsche Bund von 1867. Der anheimgestellte Staatenbund im Süden Deutschlands wurde hingegen nicht verwirklicht.

### Die Julirevolution im Deutschen Bund
Trotz der polizeilichen Maßnahmen während der Restaurationszeit war es dem Deutschen Bund und seinen Mitgliedsstaaten nicht gelungen, die liberale und nationale Opposition nachhaltig zu schwächen, selbst in den 1820er Jahren stellte sie sich immer wieder aufflammend und teilweise gewaltsam der herrschenden Politik entgegen. Da sie sich nicht mehr offen betätigen konnte, suchte etwa die nationale Bewegung nach äußerlich unverdächtigen Ausdrucksformen. So diente der Philhellenismus im Zuge der griechischen Revolution auch als Ersatz für die verbotene deutsche Bewegung.
Die Fortexistenz wurde den Zeitgenossen vor allem seit dem Übergreifen der Julirevolution aus Frankreich im Jahr 1830 auf die Mitgliedsstaaten des Bundes deutlich. Die erneute Revolution in Frankreich hatte den Regierungen deutlich gemacht, dass eine europaweite restaurative Stabilisierung eine Episode zu werden drohte. Umgekehrt haben die Ereignisse in Frankreich die Hoffnungen der Liberalen auf politische Veränderungen bestärkt. Nicht zu vergessen ist, dass von der belgischen Revolution, dem polnischen Novemberaufstand und den Ereignissen im Rahmen des italienischen Risorgimento einige Staaten des Bundes direkt betroffen waren. Innerhalb der Bundesgrenzen selbst brachen revolutionäre Unruhen aus, die vorübergehend vom Bund oder den einzelnen Staaten zwar militärisch bekämpft werden konnten, auf mittlere Sicht aber Impulse für Reformen im Sinne des Konstitutionalismus gaben und der Beginn eines sich in den vierziger Jahren verstärkenden politischen Radikalisierungsprozesses waren.
Revolutionäre Unruhen brachen 1830 etwa im Herzogtum Braunschweig aus. Der regierende Herzog Karl II. hatte 1827 in einer Art Staatsstreich gegen den ausdrücklichen Willen des Bundes die Verfassung aufgehoben und eine absolutistische Herrschaftsform eingeführt. Die dadurch ausgelöste politische Unzufriedenheit mischte sich mit sozialen Problemen. Beides zusammen führte schließlich zur Erstürmung des herzoglichen Schlosses und zur Absetzung des Herzogs wegen „Regierungsunfähigkeit“ durch einen zusammengetretenen Landtagsausschuss. Eine mögliche Bundesexekution unterblieb, da sich der Herzog in den Jahren zuvor bereits bei den übrigen Mitgliedern des Bundes diskreditiert hatte.

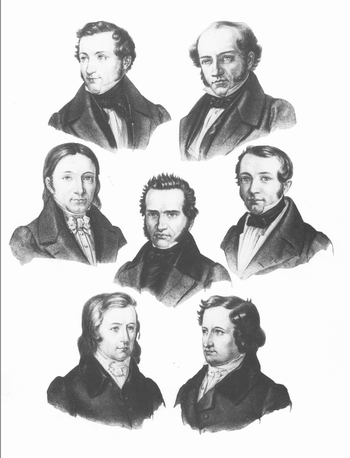
Die Göttinger Sieben: Friedrich Christoph Dahlmann (Mitte), Wilhelm Eduard Albrecht, Heinrich von Ewald, Georg Gottfried Gervinus, Wilhelm Weber, Jacob und Wilhelm Grimm (unten)

Auch in Kurhessen hatte Kurfürst Wilhelm II. durch sein absolutistisches Gebaren und seine Mätressenwirtschaft jedes Vertrauen verloren. Auch hier war politischer Protest mit sozialer Unzufriedenheit verbunden. Der bürgerlichen Opposition gelang es, den Unmut der Unterschichten in ihrem Sinne zu kanalisieren. Die Regierung musste schließlich einlenken und der Einführung einer vor allem vom Marburger Staatsrechtler Sylvester Jordan ausgearbeiteten liberalen Verfassung zustimmen. Der Kurfürst selbst musste zu Gunsten seines Sohnes abdanken. Die neue Verfassung war für die Zeit tatsächlich sehr fortschrittlich. Das Wahlrecht war breiter als in anderen Staaten und das Parlament bestand nur aus einer gewählten Kammer. Hinzu kamen ein Grundrechtskatalog, Ministerverantwortlichkeit, das Budgetrecht der Volksvertretung und andere Elemente. Trotz der weit reichenden Zugeständnisse, die im Deutschen Bund bis 1848 ohne Beispiel waren, erwies sich die Regierungspraxis des neuen Herrschers nicht weniger despotisch als die seines Vorgängers. In den folgenden Jahren war das Land daher geprägt von tief greifenden politischen Auseinandersetzungen.
In Sachsen entwickelten sich revolutionäre Unruhen zunächst in den Städten und breiteten sich in die Dörfer der Weber und anderer Textilhersteller aus. Dort verbanden sich politische Kritik an der altständischen Verfassung und antikatholische Ressentiments (gegen das Königshaus) mit Handwerker- und Arbeiterprotesten. Auch in Sachsen gelang es der bürgerlichen Opposition im Zusammenspiel mit der Ministerialbürokratie, die Proteste zu kanalisieren und eine neue Verfassung und eine schrittweise Reform von Staat und Gesellschaft durchzusetzen.
Im Königreich Hannover richtete sich der Protest gegen das altständisch-feudale System. Der eigentliche Gegner war nicht der ferne englische König, sondern der führende Minister Ernst Graf von Münster. Auch in Hannover kam es vielerorts zu Unruhen, in Göttingen kam es sogar zu einem von drei Privatdozenten angeführten Putsch, der freilich rasch niedergeschlagen wurde. Dennoch konnte sich die alte Regierung nicht halten und es kam zu einer neuen Verfassung, die allerdings noch erhebliche ständische Elemente erhielt. Aber immerhin begann auch hier die Bauernbefreiung. Eine neue Situation ergab sich 1837, als nach dem Tod von Wilhelm IV. die Personalunion mit Großbritannien endete und Ernst August von Cumberland König von Hannover wurde. Dieser lehnte den Eid auf die Verfassung ab und erklärte sie, ohne dass der Deutsche Bund dagegen Protest erhob, schließlich für ungültig. Ein in der deutschen Öffentlichkeit Aufsehen erregendes Nachspiel war, dass sieben Göttinger Professoren (Jacob und Wilhelm Grimm, Friedrich Christoph Dahlmann, Georg Gottfried Gervinus, Heinrich Ewald, Wilhelm Eduard Albrecht sowie Wilhelm Eduard Weber) erklärten, sich weiter an die Verfassung gebunden zu fühlen. Die Göttinger Sieben bezahlten diese Haltung mit der Entlassung aus dem Universitätsdienst. Die öffentlichen Proteste in ganz Deutschland zwangen die Regierung von Hannover dazu, ihren Kurs etwas weniger reaktionär zu gestalten.

### Politisierung in den 1830er Jahren und die Reaktion des Bundes
Ausdruck der Politisierung war nicht zuletzt eine an Bedeutung zunehmende politisch-oppositionelle Publizistik. Zu den wichtigsten, damals schon im Exil lebenden Autoren gehörten Heinrich Heine und Ludwig Börne. Zusammen mit jüngeren wie Karl Gutzkow oder Heinrich Laube repräsentierten sie die Literaturbewegung des Jungen Deutschlands. Offenbar war deren Kritik an den Zeitverhältnissen bei den politisch Verantwortlichen so verhasst, dass die Bundesversammlung 1835 ein Verbot wegen Gotteslästerung und Unsittlichkeit aussprach. In Hessen gründeten Georg Büchner und der Pfarrer Ludwig Weidig die „Gesellschaft für Menschenrechte“, und Büchner gab in diesem Zusammenhang den Hessischen Landboten heraus.

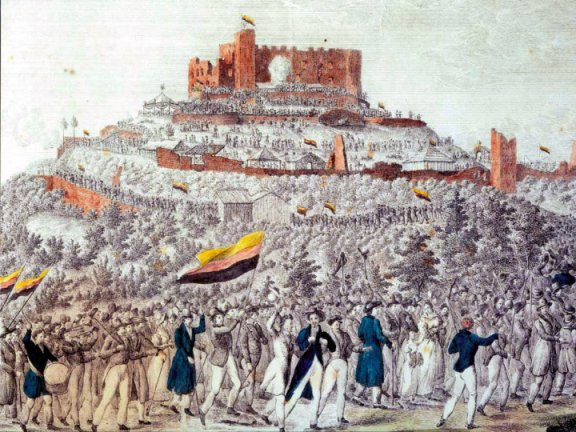
Hambacher Fest von 1832 (zeitgen. teilkolorierte Federzeichnung)

Wie tief die Opposition bereits in die Gesellschaft hereinreichte, zeigt auch die Reichweite der bürgerlichen Festkultur zunächst in Form der „Polenvereine“ als Solidarisierung mit dem polnischen Aufstand. Ausgehend von der bayerischen Pfalz bildete sich 1832 mit dem Deutschen Preß- und Vaterlandsverein eine weit verbreitete oppositionelle Organisationsbewegung, die zahlreiche Ortsvereine vor allem in solchen Staaten des Bundes aufwies, in denen die Konflikte der Julirevolution besonders tiefgreifend gewesen waren. Ihr Ziel war die Wiedergeburt Deutschlands in einem demokratischen Sinn und auf gesetzmäßigem Weg. Die Organisation wurde allerdings bereits kurz nach der Gründung von der Obrigkeit verboten. Allerdings konnten vor allem die Publizisten Johann Georg August Wirth und Philipp Jakob Siebenpfeiffer auch zur Unterstützung des Vereins das Hambacher Fest als „Nationalfest der Deutschen“ organisieren. Mit schätzungsweise 20.000 bis 30.000 Teilnehmern war dies die erste große politische Massendemonstration in der Geschichte des Bundes. An der Veranstaltung nahmen neben Deutschen auch Polen und Franzosen teil und neben den Farben Schwarz-Rot-Gold war auch der polnische Adler zu sehen. Es gab nur wenige nationalistische Töne, vielmehr plädierten die Redner, bei allen Unterschieden, neben der nationalen Einheit für die Freiheit und Gleichberechtigung der Völker. Bei allem revolutionären Pathos jedoch konnten sich die Teilnehmer nicht, wie von den Initiatoren erhofft, auf weitergehende revolutionäre Maßnahmen oder gar die Proklamierung einer revolutionären Volksvertretung einigen.
Ohne realpolitisches Kalkül, wie er bei den Diskussionen auf dem Hambacher Fest durchklang, versuchten Intellektuelle aus dem Umfeld der Burschenschaften mit dem Frankfurter Wachensturm (1833) einen Putschversuch gegen die Organe des Bundes selbst. Der Versuch, sich der Stadt Frankfurt zu bemächtigen, die Bundesgesandten zu arretieren und eine revolutionäre Zentralgewalt zu errichten, um damit ein Signal für eine allgemeine Revolution zu setzen, scheiterte nach dem Sturm auf die Frankfurter Polizeiwache durch Verrat und durch den raschen Einsatz von Militär.

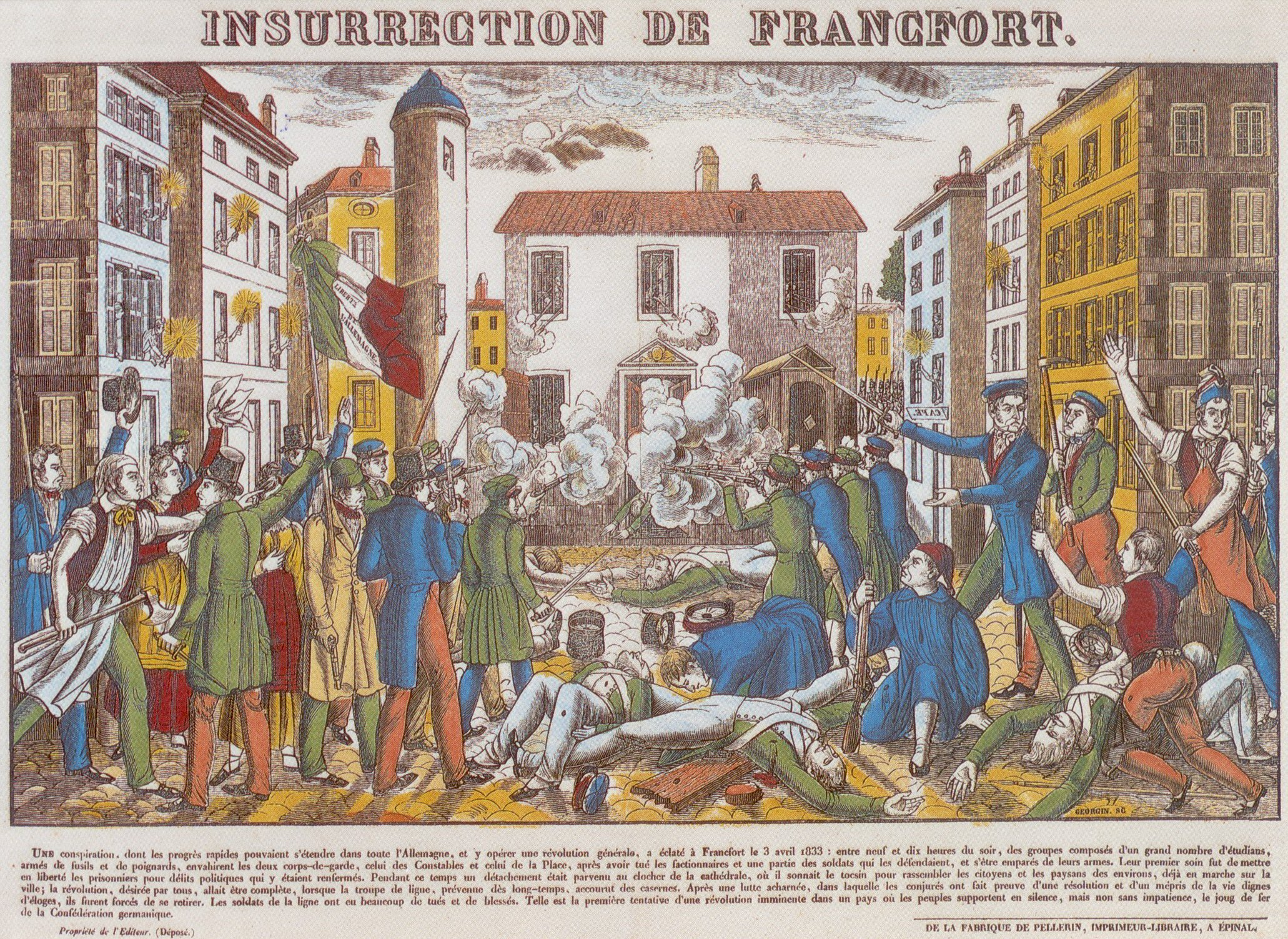
Frankfurter Wachensturm von 1833 (Farbholzschnitt von Francois Georgin)

Der deutsche Bund zeigte sich im Angesicht der Krise durchaus handlungsfähig. Durch den Einsatz von Militär machte er den Folgen des Frankfurter Wachensturms ein rasches Ende. Nachdem die Repressionsmaßnahmen des Bundes der 1820er Jahre allmählich ausgelaufen waren und selbst die Zentraluntersuchungskommission 1827 ihre Tätigkeit eingestellt hatte, führten die revolutionären Unruhen und die Politisierung im Gefolge der Julirevolution erneut zu einer Verschärfung der obrigkeitsstaatlichen Maßnahmen gegen die Opposition. Die Initiative dafür ging direkt von der Bundesversammlung aus. Nach dem Hambacher Fest wurde die Zensur per Bundesgesetz wieder verschärft. Außerdem wurden alle politischen Vereine, Versammlungen oder Feste verboten. Dies bedeutete weitgehend das Ende der politischen Tätigkeiten außerhalb der Landtage. Diese Maßnahmen wurden in den „Sechs Artikeln“ vom 28. Juni 1832 und den „Zehn Artikeln“ vom 5. Juli 1832 noch einmal verschärft. Neben der Ausdehnung der Versammlungsverbote auf Volksfeste, wurde auch in das Recht der Länderparlamente eingegriffen. So durften Petitionen nicht mehr gegen das monarchische Prinzip verstoßen, das Budgetrecht sowie das Rederecht in den Parlamenten wurden beschränkt. Das Bundesrecht bot den Ländern damit eine rechtliche Handhabe, um die weiteren Entwicklungen der Verfassungen zu blockieren. Die Bundesmaßnahmen wurden erneut von einer Zentralbehörde für politische Untersuchungen durchgesetzt und ausgeführt. Bis 1842 ermittelte sie in etwa 2000 Fällen und veranlasste die Bundesstaaten zur Einleitung zahlreicher Strafverfahren. Das Hauptaugenmerk galt dabei erneut den Burschenschaften. Eine Mitgliedschaft galt in Preußen nunmehr gar als Hochverrat. Insgesamt verpflichteten sich die Mitgliedsstaaten bei der Wiener Ministerialkonferenz 1834 auf einen harten Repressionskurs, auf eine scharfe Kontrolle von Beamten und Universitäten, zur Beschneidung der Rechte der Landtage und zur Unterdrückung der Pressefreiheit. Einsprüche aus Frankreich und Großbritannien wurden als Einmischung in die inneren Angelegenheiten zurückgewiesen.

### Politischer Vormärz

#### Ausformung der politischen Lager

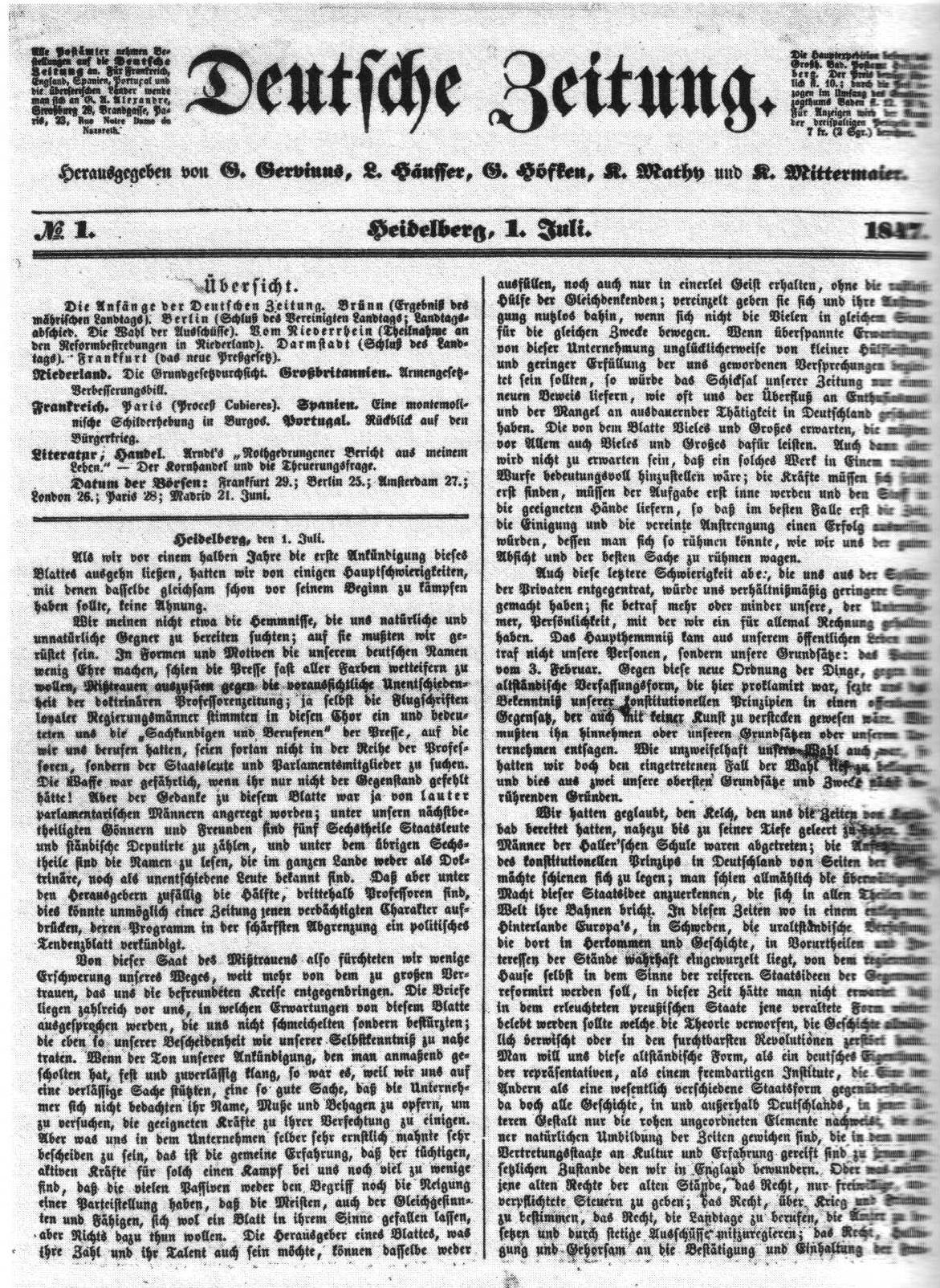
Erstausgabe der Deutschen Zeitung

In verstärkter Weise wiederholte sich in den 1840er Jahren, wie 1830, die Mischung sozialer Problemlagen mit politischen Entwicklungen. Das Jahrzehnt war geprägt von einem durchaus auf realen Grundlagen beruhenden Krisenbewusstsein. In der bürgerlichen Öffentlichkeit wurden der Pauperismus und die Soziale Frage zu den am meisten diskutierten Fragen. Mit dem Nachlassen der Repressionen der 30er Jahre begannen sich zudem die politischen Lager deutlicher herauszubilden.
Der politische Liberalismus wurde zur zentralen bürgerlichen Emanzipationsideologie. Er stand in der Tradition der spezifischen Ausprägung der Aufklärung in Deutschland. Der Liberalismus betonte den Individualismus, war gegen Obrigkeitsstaat und ständische Gebundenheit, beruhte auf der Anerkennung von unveräußerlichen Menschen- und Bürgerrechten. Allerdings wurde soziale Ungleichheit als selbstverständlich hingenommen. Außerdem wurzelte das Gesellschaftsbild des Liberalismus tief in der vorindustriellen Welt. Die Zielutopie war eine letztlich klassenlose mittelständisch geprägte Gesellschaft selbstständiger Existenzen in Stadt und Land. Den Kern des Volkes sah der Liberalismus im Mittelstand, der freilich weit gefasst von der Handwerkerschaft bis hin in das Bildungsbürgertum reichte. Gleichwohl bedeutete dies, dass die unteren Schichten als politisch angeblich nicht urteilsfähig von der Willensbildung etwa durch ein Zensuswahlrecht ausgeschlossen werden sollten. Allerdings sollte etwa über eine bessere Schulbildung der individuelle Aufstieg erleichtert werden. Der klassische deutsche Liberalismus war daher alles andere als egalitär und drohte zur Verteidigungsideologie zu werden, als sich herausstellte, dass ein sozialer Aufstieg in nennenswerter Weise nicht stattfand. In verfassungsrechtlicher Frage wurde der Konstitutionalismus nicht in Frage gestellt. Man forderte im Grunde nur Reformen mit dem Ziel einer stärkeren bürgerlichen Beteiligung. Nicht zuletzt, da im Diskurs der führenden Liberalen die Französische Revolution und insbesondere die jakobinische Schreckensherrschaft eine negative Rolle spielten, wurde das Prinzip der Volkssouveränität verworfen. Dagegen traten die Liberalen aus außenpolitischen und innenpolitischen Gründen für die Schaffung eines einheitlichen Nationalstaats ein. Für sie war der Deutsche Bund in erster Linie ein Produkt der Restauration und hatte sich durch seine Repressionspolitik selbst diskreditiert. Allerdings sollte er nicht revolutionär überwunden werden, sondern in allmählichen Verhandlungen evolutionär etwa durch die Schaffung eines Bundesparlaments demokratisiert werden. Die führende Rolle im frühen Liberalismus nahm vor allem das Bildungsbürgertum ein. Angesichts der Staatsnähe dieser Schicht, aber auch als Bollwerk gegen eine mögliche Revolution traten einige von ihnen wie Friedrich Christoph Dahlmann oder Johann Gustav Droysen durchaus für eine starke Monarchie ein, wenn auch gebunden durch eine Verfassung und kontrolliert durch ein Parlament. Etwa seit der Julirevolution meldeten sich daneben auch zahlreiche Wirtschaftsbürger vor allem aus dem Rheinland zu Wort. Zu diesen gehörten etwa David Hansemann, Ludolf Camphausen, Friedrich Harkort oder Gustav Mevissen. Die frühen Liberalen standen durch Korrespondenz, Reisen und Publikationen miteinander in enger Verbindung. Auch das von Karl von Rotteck und Carl Theodor Welcker herausgegebene Staatslexikon schuf eine gemeinsame theoretische Basis. Hinzu kam die Tagespresse wie die seit 1847 in Heidelberg erscheinende Deutsche Zeitung. Im selben Jahr wurde während der Heppenheimer Tagung die Grundlage für eine liberale Partei geschaffen.

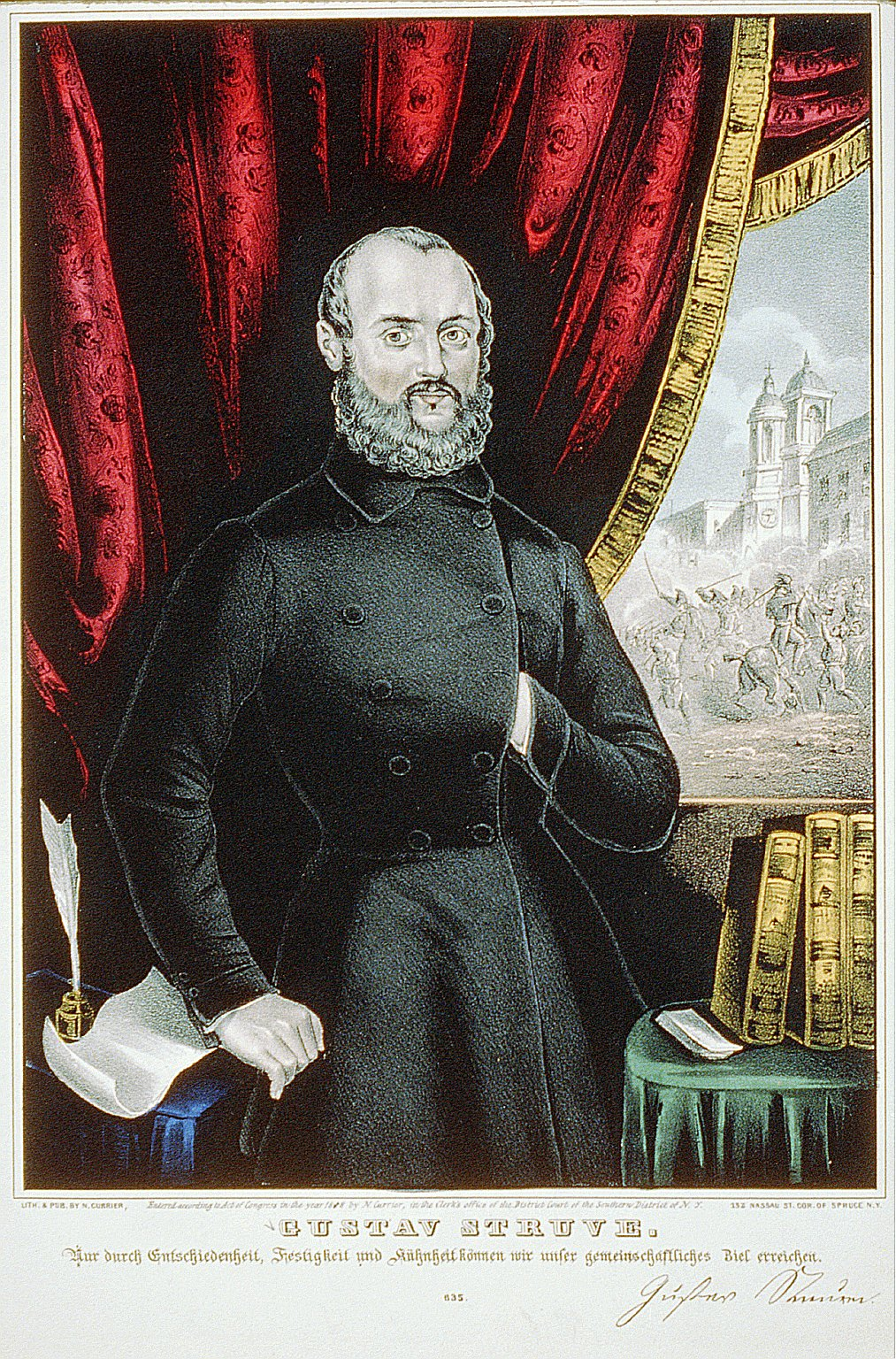
Porträt Gustav Struve

Vom Liberalismus begann sich seit den 1830er Jahren ein eigenständiges demokratisch-republikanisches Lager abzuspalten. Gemeinsam mit den Liberalen waren die Demokraten Gegner des bestehenden restaurativen Systems. Hinter dieser gemeinsamen Gegnerschaft traten die Gegensätze zwischen beiden Strömungen zurück. Allerdings war klar, dass die Demokraten anstelle einer allmählichen Weiterentwicklung den monarchischen Konstitutionalismus grundsätzlich in Frage stellten. Außerdem zielten sie nicht nur auf eine rechtliche Gleichstellung, sondern mindestens auch auf die politische Gleichberechtigung aller Staatsbürger ab. Dies bedeutete die Forderung nach dem allgemeinen und gleichen aktiven und passiven Wahlrecht. Hinzu kamen die Forderung nach einer Reform des Schulwesens und die Unentgeltlichkeit des Unterrichts auf allen Bildungsstufen. Für die Demokraten bildete das Prinzip der Volkssouveränität eine zentrale Grundlage. Auch wenn dies nicht immer klar ausgesprochen wurde, bedeutete es, dass die Republik für die Demokraten die ideale Staatsform war. Zur politischen Gleichheit kam das Ziel einer möglichst weitreichenden sozialen Gleichheit hinzu. Dabei setzte man nicht wie die Liberalen auf den individuellen Aufstiegswillen, sondern forderte aktive Unterstützung vom Staat und der Gesellschaft. Im Gegensatz zu den Sozialisten sah man den Weg allerdings nicht in einer Revolution der Besitzverhältnisse, sondern in einem allmählichen Ausgleich derselben. Damals revolutionär erschien in diesem Zusammenhang die Forderung nach einem progressiven Steuersystem oder nach staatlich garantierten Mindestlöhnen. Deutlich stärker als die Liberalen blieben die Demokraten in den vierziger Jahren von staatlicher Repression bedroht. Neben den Emigranten entwickelten sich Robert Blum, Gustav Struve und Friedrich Hecker zu einflussreichen Persönlichkeiten der Demokraten. Erst 1847 konstituierten sie sich mit dem Offenburger Programm als politische Partei und grenzten sich als die „Ganzen“ von den liberalen „Halben“ ab.
Eine Folge der Repression der 1830er Jahre war, dass die Zahl der politischen Emigranten immer mehr zunahm. Zu ihnen gehörten Schriftsteller wie Büchner oder Heine, aber auch zahlreiche Unbekannte. Vor allem aus dieser Gruppe gingen die ersten nennenswerten Ansätze einer sozialistischen Bewegung hervor. Im Exil bildeten sich seit dieser Zeit oppositionelle Parteien und Gruppierungen vorwiegend aus dem radikaldemokratischen Spektrum, teilweise bereits auch der Arbeiterbewegung. In der Schweiz entstand im Rahmen des „Jungen Europas“ von Giuseppe Mazzini eine deutsche Sektion als Junges Deutschland. In Paris entstand aus Vorläufern der Bund der Gerechten. Dessen Führungsfigur war Wilhelm Weitling. Im Jahr 1847 benannte er sich in Bund der Kommunisten um und nahm Anfang 1848 als Programm das Kommunistische Manifest von Karl Marx und Friedrich Engels an.

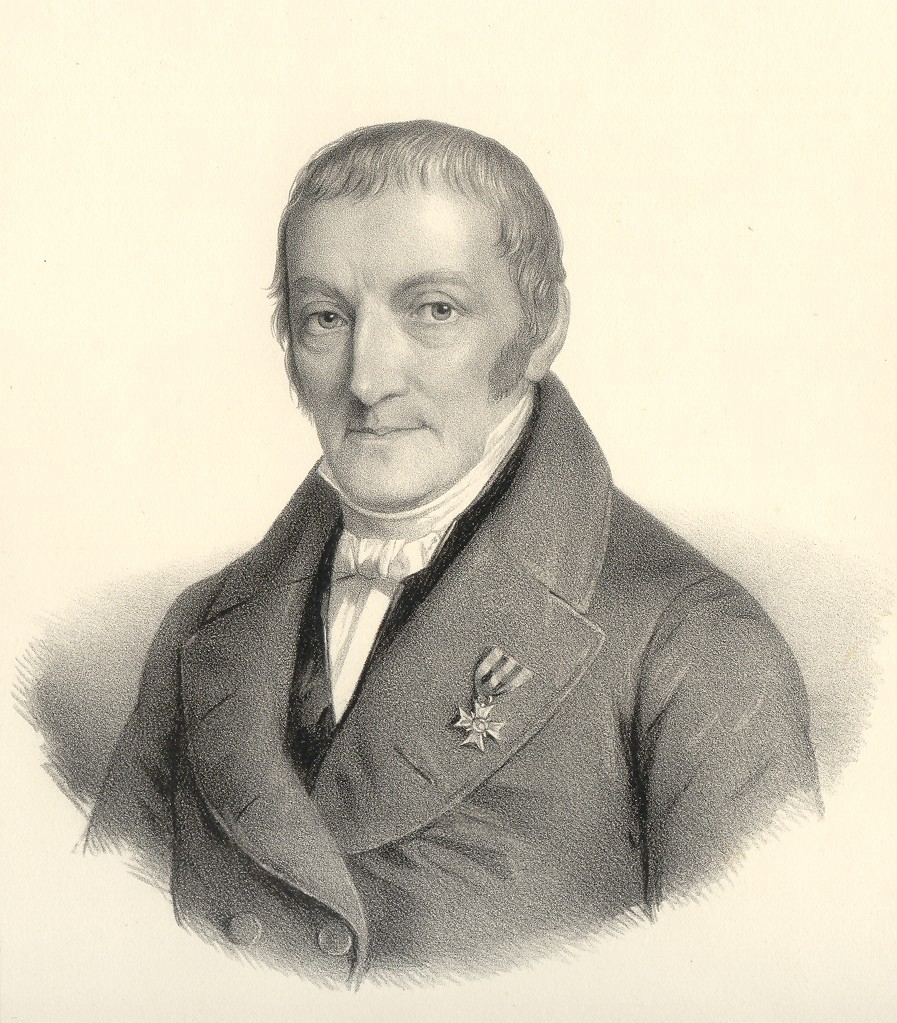
Karl Ludwig von Haller

In der Zeit des Deutschen Bundes entwickelte sich in Auseinandersetzung mit der französischen Revolution auch der Konservatismus zu einer bewussten Staats- und Gesellschaftsauffassung. Seine Vertreter lehnten den Rationalismus, die Aufklärung, die Prinzipien der französischen Revolution wie Gleichheit der Staatsbürger, die Volkssouveränität und den Nationalstaatsgedanken ab. Auch dem aufgeklärten Absolutismus und dem zentralistischen bürokratischen Staat standen sie kritisch gegenüber und beklagten die Entchristlichung der Welt. Stattdessen traten sie für ständisch-korporative Strukturen und das monarchische Prinzip ein. Gesellschaftspolitisch hoben sie die gottgewollte Ungleichheit der Menschen hervor. Bereits seit 1816 entstand mit Karl Ludwig von Hallers Hauptwerk „Restauration der Staatswissenschaft“ eines der einflussreichsten Werke konservativen Denkens im deutschsprachigen Raum. Erst im Vormärz entstand insbesondere unter dem Einfluss von Friedrich Julius Stahl eine etwas differenziertere Richtung, die etwa den konstitutionellen Staat nicht mehr ablehnte. Unter dem Eindruck der Julirevolution entstand mit dem Berliner politischen Wochenblatt ein politisches Sprachrohr der Konservativen.
Auch der politische Katholizismus hat seine Wurzeln im Vormärz. Dabei spielten die Kölner Wirren eine zentrale Bedeutung. Dieser Streit zwischen der katholischen Kirche und dem preußischen Staat entzündete sich an der unterschiedlichen Auffassung über die Frage nach der katholischen Erziehung von Kindern mit Eltern aus verschiedenen Konfessionen. Hinzu kam ein Streit um den Hermesianismus, einer rationalistischen theologischen Richtung, die unter das Verdikt des Vatikans gefallen war. Der katholische Erzbischof von Köln Clemens August Droste zu Vischering hatte den mit seinem Vorgänger ausgehandelten Kompromiss zur Mischehenfrage annulliert und kritisierte den Staat, weil er die Anhänger des Hermesianismus nicht aus dem Universitätsdienst entließ. Der Konflikt erreichte seinen Höhepunkt, als die preußische Regierung den Erzbischof verhaften ließ. Dies löste innerhalb der katholischen Gesellschaft eine Welle des Protestes aus, der sich mit älteren antipreußischen Ressentiments vor allem in der Rheinprovinz und der Provinz Westfalen verband. In einer Flut von Flugschriften wurde die Freiheit der Kirche vom Staat, aber paradoxerweise auch die Anerkennung der Privilegien der Kirche und die Stärkung ihrer Stellung im Unterrichtswesen verlangt. Als Organ des entstehenden politischen Katholizismus wurden 1838 von Joseph Görres die Historisch-politischen Blätter für das katholische Deutschland gegründet.

#### Rheinkrise und Beginn des organisierten Nationalismus
Der deutsche Bund war als Staatenbund eingebettet in die internationale Politik. Nicht selten wirkten äußere Ereignisse und Entwicklungen auf die inneren Zustände des Bundes zurück. Dies war 1830 mit den Rückwirkungen der belgischen und französischen Revolution auf das politische Leben in Deutschland der Fall. Ähnlich war die Wechselwirkung im Jahr 1840. Frankreich wurde durch seine eigenständige Politik und die Unterstützung von Mehmed Ali in Ägypten diplomatisch isoliert, da die übrigen Großmächte an einem Zerfall des Osmanischen Reiches nicht interessiert waren. Die diplomatische Niederlage Frankreichs in der Orientkrise führte dort zu einem Anwachsen nationaler Leidenschaften. Edgar Quinet stellte die vielbeachtete These auf, dass die innenpolitische Stagnation eng mit der außenpolitischen Schwäche der Julimonarchie zusammenhänge. In der Öffentlichkeit wurde in Erinnerung an die napoleonischen Eroberungen vehement die Zurückgewinnung der Rheingrenze gefordert. Dem konnte sich Ministerpräsident Adolphe Thiers nicht entziehen. Um eine Revision des zur Beilegung der Orientkrise geschlossenen Londoner Vertrages zu erreichen, setzte Frankreich Österreich und Preußen (zwei der Unterzeichnerstaaten) durch Rüstungsmaßnahmen an seiner Ostgrenze unter Druck. Da Louis Philippe diese Politik für zu riskant hielt, wurde eine neue Regierung eingesetzt, die zur Stabilitätspolitik im Sinne Metternichs zurückkehrte. Damit war die Rheinkrise faktisch rasch beendet.
Im Gebiet des Deutschen Bundes löste die Rheinkrise allerdings lang wirksame nationale Leidenschaften aus. Mit dem Rheinlied von Nikolaus Becker („Sie sollen ihn nicht haben, den freien deutschen Rhein“), dem Gedicht Die Wacht am Rhein von Max Schneckenburger aber auch das Lied der Deutschen von Heinrich Hoffmann von Fallersleben entstanden populäre Identifikationsmöglichkeiten. Beschränkte der Liberale Hoffmann sich auf die deutsche Einheit, so gab es daneben auch chauvinistische Töne. Ernst Moritz Arndt etwa rief nicht nur zur Verteidigung des Rheins auf, sondern forderte in einem Lied Elsass und Lothringen von Frankreich.
„So klinge die Losung: zum Rhein! Übern Rhein!/All Deutschland in Frankreich hinein.“ (Der Alldeutsche Verband des Kaiserreichs hat sich nach diesen Zeilen seinen Namen gegeben.)
Die nationale Begeisterung spiegelte sich in der explosionsartigen Expansion der Bewegung der Männergesangsvereine wider. Nationale Sängerfeste wurden zu Massenveranstaltungen im Vormärz. Insgesamt gab es 1848 etwa 1100 Vereine mit 100.000 Mitgliedern. Aus denselben Gründen erlebte auch die Turnvereinsbewegung in den 1840er Jahren einen erheblichen Aufschwung und sie erreichte eine ähnliche Größenordnung wie die Sängervereine. Erst seit der jüngsten Zeit wird daneben als weitere beachtliche national orientierte Organisation die deutschkatholische Bewegung um Johannes Ronge beschrieben, die eine deutsche Nationalkirche erstrebte und immerhin bis zu 80.000 Mitglieder in 240 Gemeinden hatte. Diese und ähnliche Organisationen verstärkten die Durchsetzung des „nationalen Gedankens“ auch jenseits von Studenten und Bildungsbürgern bis weit ins Kleinbürgertum und die gehobene Arbeiterschaft hinein.

### Deutscher Bund und die Revolution von 1848/49
Mit Ausnahme von Berlin und Wien, wo es nach Ausbruch der Märzrevolution zu Unruhen gekommen war, setzte sich die liberale Opposition unterstützt von friedlichen Versammlungen und Protesten in fast allen Bundesstaaten ohne nennenswerten Widerstand rasch durch. Aber auch in Österreich und Preußen mussten die Regierenden dem Druck nachgeben. In fast allen Bundesstaaten übernahmen die so genannten Märzregierungen aus meist gemäßigt liberalen Kräften die Regierungsgeschäfte. Allerdings blieben die Fürsten, mit Ausnahme von Bayern, wo König Ludwig I. auch wegen seiner Affäre mit Lola Montez zurücktreten musste, im Amt.
Durch die Revolution war die Existenz des Deutschen Bundes unmittelbar gefährdet, galten seine Institutionen doch als Verkörperungen der restaurativen Ordnung und als Hindernis für die Gründung eines Nationalstaates. Der Bundestag wurde nun besonders aktiv, um der revolutionären Bewegung entgegenzukommen. In mehreren Bundesbeschlüssen vor allem im März und April schaffte er u. a. die unterdrückenden Bundesgesetze ab. Die Einsetzung einer Bundesregierung gelang ihm nicht, doch er leitete die Wahl einer Nationalversammlung in die Wege. Allerdings bereitete sich der Bund etwa durch Verstärkung der Bundesfestungen darauf vor, die Revolution auch mit Gewalt zu unterdrücken. Gegen die revolutionären Unruhen in Südwestdeutschland wurden Bundestruppen mobilisiert und Ende März die Kriegsbereitschaft der Festungen angeordnet. Gegen den Heckerzug im April 1848 wurde eine Bundesintervention zu Gunsten des bedrohten badischen Großherzogs beschlossen.

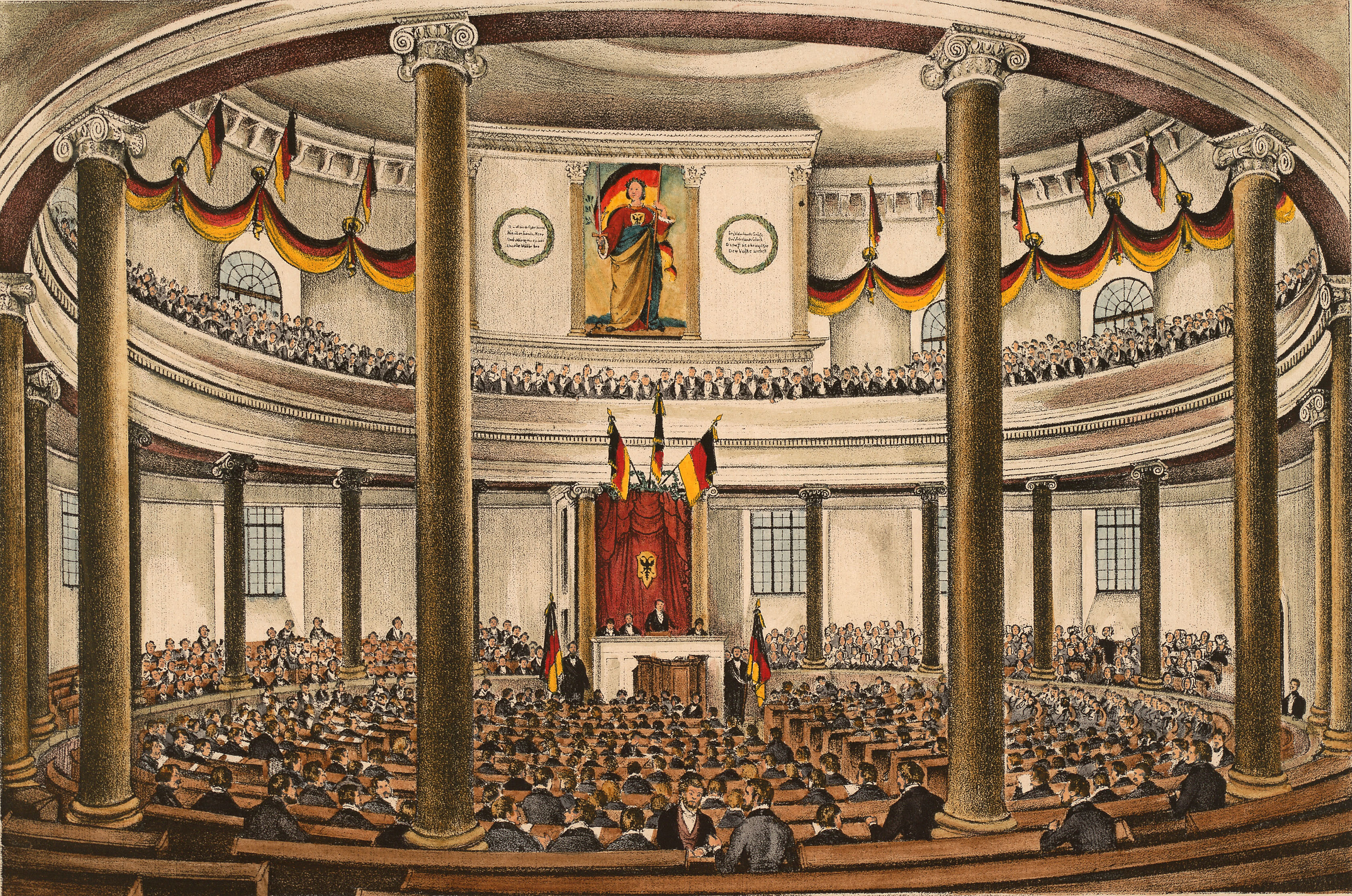
Die Nationalversammlung tagte seit dem 18. Mai 1848 in der Frankfurter Paulskirche.

Im Norden tat sich im Zuge eines deutsch-dänischen Nationalitätenkonflikts ein weiterer Krisenherd auf. Das Herzogtum Holstein war Mitglied des Bundes, jedoch über eine Personalunion an den dänischen Gesamtstaat gebunden. Das Herzogtum Schleswig gehörte als dänisches Lehen nicht zum Bund. Holstein war ausschließlich von Deutschen bewohnt, während Schleswig deutsch, dänisch und friesisch besiedelt war. Der Versuch des dänischen Königs Friedrich VII., unter Einfluss dänischer Nationalliberaler eine gemeinsame Verfassung für das Königreich Dänemark und die Herzogtümer durchzusetzen, führte dazu, dass deutsche Nationalliberale in Schleswig und Holstein eine provisorische Regierung bildeten. Die provisorische Regierung befürchtete die Einverleibung Schleswigs ins Königreich Dänemark entgegen dem Vertrag von Ripen. Sie sagte sich von Dänemark los, bat den Bund und Preußen um Beistand und ersuchte um Aufnahme eines geeinten Schleswig-Holsteins in den Bundesverband. Preußen reagierte mit militärischer Unterstützung, die nachträglich vom Deutschen Bund sanktioniert wurde. Schließlich kam es zu einem offiziellen Beschluss einer Bundesexekution gegen Dänemark. Aus diesem Konflikt entstand die Schleswig-Holsteinische Erhebung. Der Krieg dauerte bis 1851 und endete mit der Wiederherstellung der alten Verhältnisse vor 1848.
Die nationale Begeisterung, die mit der Unterstützung für die deutsche Bewegung in Schleswig-Holstein einherging, konnte den massiven Legitimationsverlust des Deutschen Bundes nicht aufhalten. Durch die am 18. Mai 1848 ebenfalls in Frankfurt zusammengetretene Nationalversammlung war der Bund faktisch bereits entmachtet, obwohl seine Institutionen zunächst weiter bestanden. Mit der Schaffung einer provisorischen Zentralgewalt und der Wahl des Reichsverwesers Erzherzog Johann im Juli 1848 erklärte der Bundestag seine „bisherige Tätigkeit“ für beendet.
Mit dem Zentralgewaltgesetz vom 28. Juni 1848 hatte Deutschland bereits eine vorläufige Verfassungsordnung. Eine endgültige sollte die Frankfurter Reichsverfassung vom 28. März 1849 werden. Doch der preußische König Friedrich Wilhelm IV. lehnte die ihm angetragene Rolle eines deutschen Kaisers ab. Stattdessen bekämpfte er die Revolution und die Nationalversammlung. Der Reichsverweser übertrug seine Kompetenzen am 20. Dezember 1849 an eine Bundeszentralkommission. Bis zu einer weiteren Klärung der Situation führte sie die Geschäfte, zum Beispiel in Bezug auf die Bundesfestungen und die 1848 gegründete Reichsflotte.

### Weitere Reformversuche und Wiederherstellung des Bundes
Die Niederschlagung der Revolution verhinderte die Schaffung eines liberalen Nationalstaates. Bis zur endgültigen Wiederherstellung des Deutschen Bundes kam es aber noch zu einem tiefen Konflikt zwischen Österreich und Preußen. Beide Großmächte versuchten, durch eine Bundesreform bzw. einen neuen Einigungsversuch die Initiative zu ergreifen und ihre eigene Position zu stärken.
Damals, im Frühjahr 1849, startete Preußen einen eigenen Einigungsversuch. Dieser Versuch ging als Erfurter Union in die Geschichte ein. Gleichzeitig versuchte Österreich, mit einem „Großösterreich“-Plan wieder aktiv an der Reformdebatte teilzunehmen: Alle Gebiete Österreichs sollten dem Deutschen Bund angehören, der durch einige institutionelle Reformen verstärkt werden sollte. Doch die sogenannten Mittelstaaten wie Bayern lehnten letztlich beide Richtungen ab, um ihre Eigenständigkeit zu behalten.
In Preußen versuchten gemäßigt konservative Kräfte um Joseph von Radowitz, nach der Ablehnung der Kaiserkrone durch Friedrich Wilhelm IV. doch noch eine kleindeutsche Einheit zustande zu bringen. Radowitz übernahm die Frankfurter Reichsverfassung, schrieb sie aber im konservativen Sinne um. Dadurch sollte dieser später Unionsverfassung genannte Entwurf sowohl für den preußischen König als auch für die Mittelstaaten annehmbarer werden. Ebenso übernahm Radowitz die Idee des Gagernschen Doppelbundes: Der engere Bund (der preußisch geführte Nationalstaat) sollte mit Österreich über einen weiteren Bund verknüpft sein. Diese preußische Unionspolitik wurde von Österreich bereits im Mai 1849 abgelehnt. Auch die Mittelstaaten mit Ausnahme Badens lehnten die Union ab, entweder sofort, wie Bayern und Württemberg, oder nach anfänglicher Zustimmung im Dreikönigsbündnis (bis Ende 1849), nämlich Sachsen und Hannover. Mit Bayern und Württemberg schlossen sich die letzteren beiden ab Februar 1850 im Vierkönigsbündnis zusammen. Einerseits kam es Anfang 1850 noch zum Erfurter Unionsparlament, das die Verfassung der Union annahm, andererseits fehlten die neben Preußen größten Staaten im angestrebten kleindeutschen Einigungswerk.

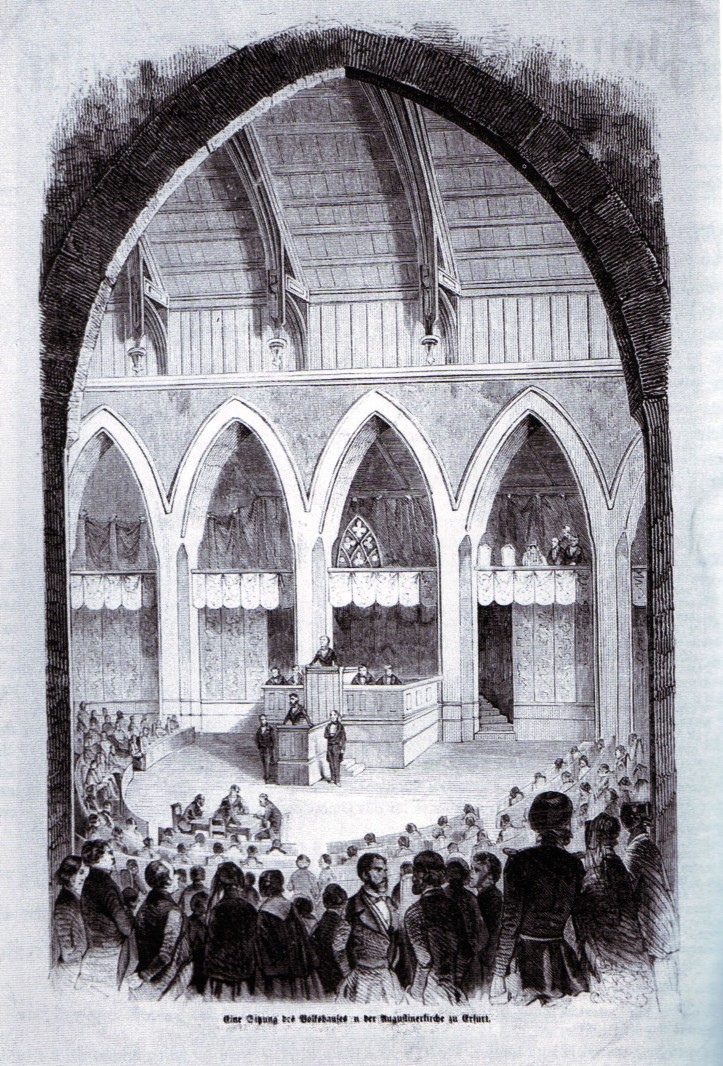
Sitzung des Volkshauses des Unionsparlaments im Schiff der Augustinerkirche in Erfurt

Mit dem entschiedenen Ziel, die Unionspolitik endgültig zum Scheitern zu bringen, schlug der österreichische Staatskanzler Felix zu Schwarzenberg im Mai 1850 die Einberufung eines Kongresses zur Erneuerung des Deutschen Bundes vor. Der abgeschlossene Vertrag wird auch Vertrag von Olmütz genannt. Außerdem wurde mit einigen Staaten am 2. September 1850 ein Rumpfbundestag einberufen. Dieser beanspruchte die Kompetenzen des alten Deutschen Bundes und wurde von Preußen und den kleineren Unionsstaaten boykottiert. Daneben baute Preußen seine Stellung durch den Abschluss von Militärkonventionen, in denen die kleinen Partner ihre militärische Eigenständigkeit aufgaben, weiter aus.
Konflikte zwischen Union und dem Rumpfbund ergaben sich in der Schleswig-Holsteinischen Frage. Der Bund befürwortete – anders als Preußen – die dänische Bitte, die revolutionäre Statthalterschaft zu beenden. Auch in der kurhessischen Frage, wo der Kurfürst versuchte, den Widerstand des Parlaments zu brechen, lag ein Konfliktfeld. Radowitz betrachtete beide Probleme als Prestigefrage und als potentiellen Kriegsgrund, sollte der Bundestag die beschlossenen Bundesexekutionen durchführen. Österreich verbündete sich im sogenannten „Bregenzer Trutzbündnis“ mit Bayern und Württemberg und konnte sich auch der internationalen Rückendeckung durch Russland sicher sein. Am 1. November 1850 marschierten Bundestruppen in Kurhessen ein, daraufhin ließ auch Preußen seine Armee einmarschieren. Die Position von Radowitz war allerdings auch in Preußen selbst nicht ungefährdet, und noch vor Ausbruch eines möglichen innerdeutschen Krieges in dieser Herbstkrise 1850 wurde er als Außenminister entlassen.
Die neue Regierung um Otto Theodor von Manteuffel führte zwar auch eine Mobilisierung durch, begann aber auch Verhandlungen mit Österreich. Das Ergebnis war der Vertrag von Olmütz vom 29. November 1850. Darin kam es in den auslösenden Streitfragen zu einem Kompromiss und indirekt zur Aufgabe der preußischen Unionspolitik und der Zustimmung zum Wiederanschluss an den Deutschen Bund. In welcher Form der Bund neu entstehen sollte, war zunächst unklar. Auch auf der Dresdner Ministerialkonferenz aller Bundesstaaten vom 23. Dezember 1850 bis 15. Mai 1851 wurden verschiedene Modelle diskutiert. Auf der einen Seite stand die Rückkehr zum Status quo ante und auf der anderen Seite eine Reform insbesondere einer Stärkung der Bundesexekutive, aber auch Maßnahmen zur wirtschaftlichen und rechtlichen Vereinheitlichung. Da die Positionen in weiten Teilen zu weit auseinander lagen, kam eine Reform der Bundesverfassung nicht zustande, stattdessen wurde die vorrevolutionäre Situation im Wesentlichen wiederhergestellt.

### Reaktionsära 1851–1859
In den folgenden Jahren der Reaktionsära spielte der Deutsche Bund wieder eine zentrale Rolle bei der Bekämpfung der nationalen und demokratischen Opposition. Am Anfang stand die Rückgängigmachung der Ergebnisse der Revolution. So hat die Bundesversammlung am 23. August 1851 die Grundrechte des deutschen Volkes der Deutschen Nationalversammlung für rechtsungültig erklärt. Mit dem sogenannten Bundesreaktionsbeschluss wurde der Bundestag faktisch zur obersten Kontrollbehörde über die Verfassungen der Einzelstaaten.
Ziel war es, alle als revolutionär bezeichneten Elemente aus den Landesverfassungen zu entfernen. Das zentrale Ausführungsorgan war der vom Bundestag eingesetzte sogenannte Reaktionsausschuss. Davon betroffen waren etwa Sachsen-Coburg, Anhalt, Liechtenstein, Waldeck, Lippe, Hessen-Homburg, Hannover, Frankfurt, Bremen und Hamburg. In einigen Fällen kam es gar zu militärischen Aktionen. Dies galt etwa für Bremen und für Kurhessen. Besonders tiefgreifend war der Eingriff in Kurhessen, für den der Bund eine neue Verfassung entwarf, die Kurfürst Friedrich Wilhelm 1852 oktroyierte. Dies widersprach eklatant den Bundesbestimmungen von 1815/20, die dem Bundestag zum einen verbot, eine Landesverfassung aufzuheben, und zum anderen eine Zustimmung der Landstände vorsah.
Darüber hinaus schuf der Reaktionsbeschluss die Grundlage für die Verfolgung der Opposition, nachdem sich normale rechtsstaatliche Maßnahmen etwa im Fall Benedikt Waldeck in Preußen als wenig wirkungsvoll erwiesen hatten. Weitere Maßnahmen waren die Wiedereinführung der Zensur durch das Bundespressegesetz vom 13. Juli 1854 und die Bekämpfung politischer Organisationen durch das Bundesvereinsgesetz aus demselben Jahr.
Der Versuch, eine Bundeszentralpolizei zu schaffen, scheiterte zwar, aber als wirkungsvoll gegen revolutionäre Ideen und ihre Anhänger erwies sich ein 1851 gebildeter Polizeiverein zum gegenseitigen Nachrichtenaustausch. Dieser basierte allerdings nicht auf einem Bundesbeschluss, sondern ging auf die geheime Zusammenarbeit der Polizeibehörden der sieben größten Staaten zurück, denen sich nach und nach die meisten anderen Bundesstaaten anschlossen.
Das Ergebnis war, dass sich die Gegenrevolution zunächst weitgehend durchsetzen konnte. Die entschieden oppositionelle Presse, egal ob demokratisch-republikanisch oder sozialistisch, wurde verboten. Die liberalen Blätter hatten es immerhin schwer zu überleben. Die Ansätze zur Bildung von Parteien wurden abgeschnitten. Das sich während der Revolution abzeichnende Parteiensystem wurde zerschlagen.

### Die „Neue Ära“ und das Wiedererstehen des politischen Lebens
Die Neue Ära ist ein zeitgenössischer Begriff des 19. Jahrhunderts und bezeichnet das Auslaufen der Reaktionsära und den Neubeginn des politischen Lebens in Deutschland. Die entscheidenden Impulse gingen dabei zwar nach dem Wechsel von Friedrich Wilhelm IV. zu Wilhelm I. von Preußen aus, aber die „Neue Ära“ erfasste zwischen 1858 und 1862 in unterschiedlicher Weise die meisten Mitgliedstaaten des Deutschen Bundes. In der Regel war dies verbunden mit einer allgemeinen Öffnung der politischen und gesellschaftlichen Betätigungsmöglichkeiten und der Ernennung neuer Regierungen.

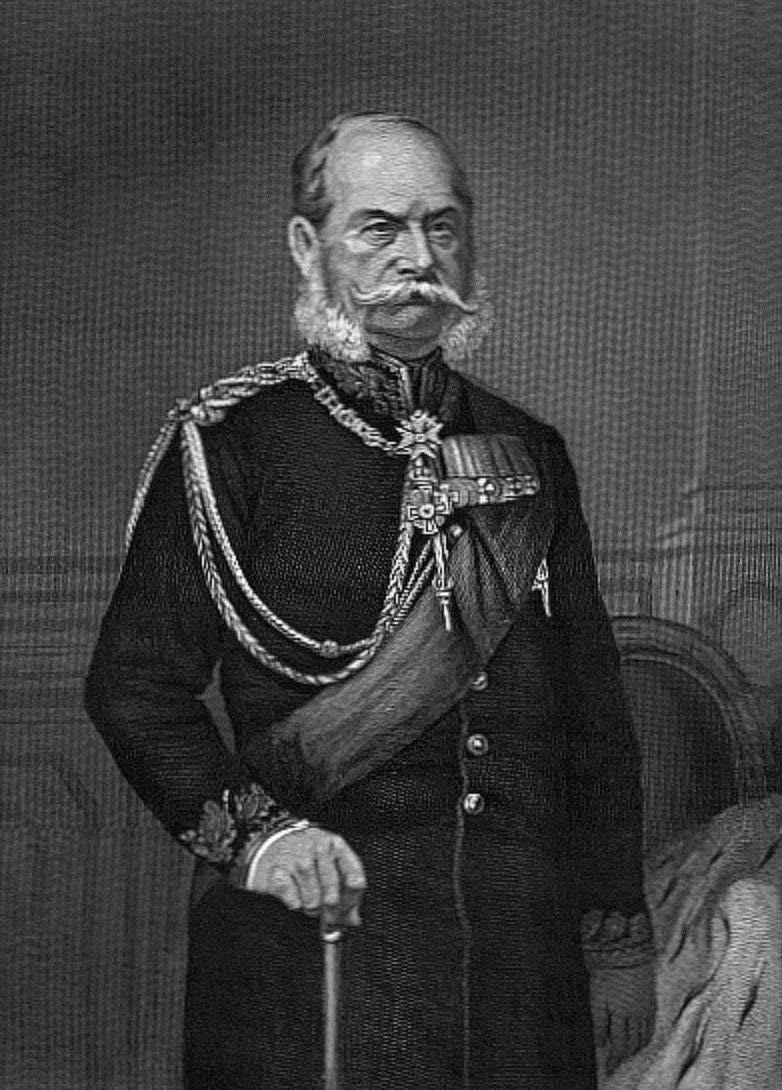
König Wilhelm I. von Preußen in großer Generalsuniform; nach 1870

Der Übergang der Regentschaft auf den späteren Wilhelm I. führte zu einem veränderten politischen Klima. Erstmals seit Jahren kam es im preußischen Abgeordnetenhaus zu substantiellen Angriffen auf das Regierungshandeln. So griff Friedrich Harkort, ein Vertreter des gemäßigten rheinischen Liberalismus, die Ausgaben für die illegal eingerichtete politische Polizei an. Insbesondere der Eid des Prinzen Wilhelm auf die Verfassung verstärkte die Hoffnungen auf Veränderungen. Dies drückte sich innerhalb des Parlaments in einem Forderungskatalog der vereinigten liberalen Parteien aus. Ein weiterer Schritt war die Entlassung des Reaktionskabinetts Manteuffel am 5. November 1858 durch das liberal-konservative Ministerium von Karl Anton Fürst von Hohenzollern-Sigmaringen. Die eigentliche Leitung der Politik lag indes bei dem ehemaligen Ministerpräsidenten Rudolf von Auerswald, der als Minister ohne Geschäftsbereich der neuen Regierung angehörte. Mit der neuen Regierung in Preußen fehlte der politische Konsens mit Österreich. Damit endete auch im Deutschen Bund die Hochphase der Reaktion.
Das politische Leben begann sich nun erneut zu formieren. Ein Ausdruck waren die Schillerfeiern zum 100. Geburtstag des Dichters, der als nationale Integrationsfigur galt und posthum zu einem Führer gegen die Obrigkeit gemacht wurde. Die Feiern entwickelten sich vielerorts zu politischen Demonstrationen.
Als Katalysator für das Entstehen von neuen politischen Organisationen kamen den Diskussionen über den italienisch-französisch-österreichischen Krieg sowie Furcht vor einem Krieg mit Frankreich erhebliche Bedeutung zu. Dies verstärkte die alten Forderungen von 1848 nach Einheit und Freiheit. Zudem spiegelte die neu entstehenden Parteirichtungen die unterschiedlichen Meinungen zu Österreichs Politik in der italienischen Frage wider.
Als eine der ersten Organisationen wurde 1859 der Deutsche Nationalverein in Frankfurt nach italienischem Vorbild als ein Sammelbecken von Liberalen und Demokraten gegründet. Dieser bekannte sich zur kleindeutschen Lösung unter preußischer Führung. Der Nationalverein lehnte den Deutschen Bund mehr oder weniger deutlich als Basis eines Nationalstaates ab und forderte die Einberufung eines deutschen Parlaments und eine provisorische Zentralregierung ganz wie 1848. Er verstand sich selbst als die „nationale Partei.“ Dabei entsprach er zwar in vielen auch organisatorisch einer Partei – es gab etwa eine Satzung oder Mitgliedsbeiträge –, aber da er sich nicht an Wahlen beteiligte, fehlte ihm ein zentrales Parteienmerkmal.
Gegen den kleindeutschen Nationalverein entstand 1862 der großdeutsch gesinnte Deutsche Reformverein, dessen Mitglieder vor allem aus den süddeutschen Mittelstaaten kamen und der sich auch für die Interessen der Katholiken einsetzte. Beiden Organisationen gemeinsam war, dass vor allem das gehobene Bürgertum die Mitgliedschaft erwarb. Die publizistischen Auseinandersetzungen reichten bis in die damalige zeitgenössische Geschichtswissenschaft hinein. Während Heinrich von Sybel als Mitglied des Nationalvereins den Charakter des alten Reiches heftig kritisierte, antwortete der katholische Westfale von Ficker mit einer Gegenschrift. Beide Vereine verloren mit dem Ergebnis des innerdeutschen Krieges von 1866 ihre Grundlage und lösten sich auf.
Bereits vorher entwickelten sich, insbesondere aus dem Nationalverein, Parteien im eigentlichen Sinn. Als erstes entstand dabei die liberal-demokratische Fortschrittspartei (1861), die sich unmittelbar nach ihrer Gründung an Wahlen zum preußischen Abgeordnetenhaus beteiligte und während des preußischen Verfassungskonflikts den Höhepunkt ihrer Bedeutung erlangte.
Uneins über die Politik des 1862 zum neuen preußischen Ministerpräsidenten ernannten Bismarck spaltete sich während des Deutschen Krieges die Nationalliberale Partei von der Fortschrittspartei ab. Außerhalb Preußens entstand in Bayern 1863 die „Deutsche Fortschrittspartei in Bayern“, die föderalistischer eingestellt war als ihr preußisches Pendant, aber ebenso für die deutsche Einheit eintrat. In Württemberg entstand 1866 die „Demokratische Partei“, die sich in den folgenden Jahren als „Deutsche Volkspartei“ über ganz Südwestdeutschland ausbreitete.
Im selben Jahr entstand in Sachsen die Sächsische Volkspartei, die versuchte sowohl bürgerliche Demokraten wie auch Arbeiter zu organisieren. Geführt von August Bebel und Wilhelm Liebknecht entwickelte sie sich nun zu einer Keimzelle der späteren Sozialdemokratie. Bereits 1863 hatte sich unter der Führung von Ferdinand Lassalle der Allgemeine Deutsche Arbeiterverein gebildet, der sich von Beginn an als eine von den bürgerlichen Demokraten unabhängige Arbeiterpartei verstand. Neben den Parteien entstand vor allem seit 1865 eine in ihrer Organisationsform und Zielen noch sehr heterogene Gewerkschaftsbewegung.
Auch im katholischen Deutschland begannen sich nach 1848 erneut Organisationsansätze zu zeigen. Im preußischen Abgeordnetenhaus gab es bereits seit 1852 eine katholische Fraktion. Diese gab sich 1859 den Namen „Fraktion des Zentrums (katholische Fraktion).“ Allerdings war sie zwischen 1867 und 1870 nicht mehr im Parlament vertreten. Daneben entstand seit 1865 in Baden die „Katholische Volkspartei.“ In Bayern entstand 1869 die katholisch orientierte Bayerische Patriotenpartei. Aus diesen und ähnlichen Ansätzen ging im Zusammenhang mit dem Kulturkampf seit 1870 die Zentrumspartei hervor.

### Scheitern der Bundesreform
Nach Meinung der gegen Ende der 1850er Jahre sich wieder deutlicher artikulierenden politischen Öffentlichkeit war die bis dahin bestehende Struktur des Deutschen Bundes nicht mehr länger tragfähig. Immer deutlicher wurde auch den Regierenden, dass eine Veränderung der bisherigen Verfassungs- und Herrschaftsstruktur kaum noch zu vermeiden war. In welche Richtung dieser Wandel aber gehen sollte, war keineswegs eindeutig. Da war zum einen die Frage, in welchem Maß liberale Forderungen Berücksichtigung finden würden. Außerdem wurde auch diskutiert, welche Rolle Österreich künftig spielen sollte. Schließlich stellte sich die Frage, ob eine Reform im Rahmen des Bundes überhaupt noch möglich sein würde. Hinzu kam, dass jede grundsätzliche Veränderung angesichts der europäischen Dimension des Bundes auch die Interessen der Großmächte berücksichtigen musste.

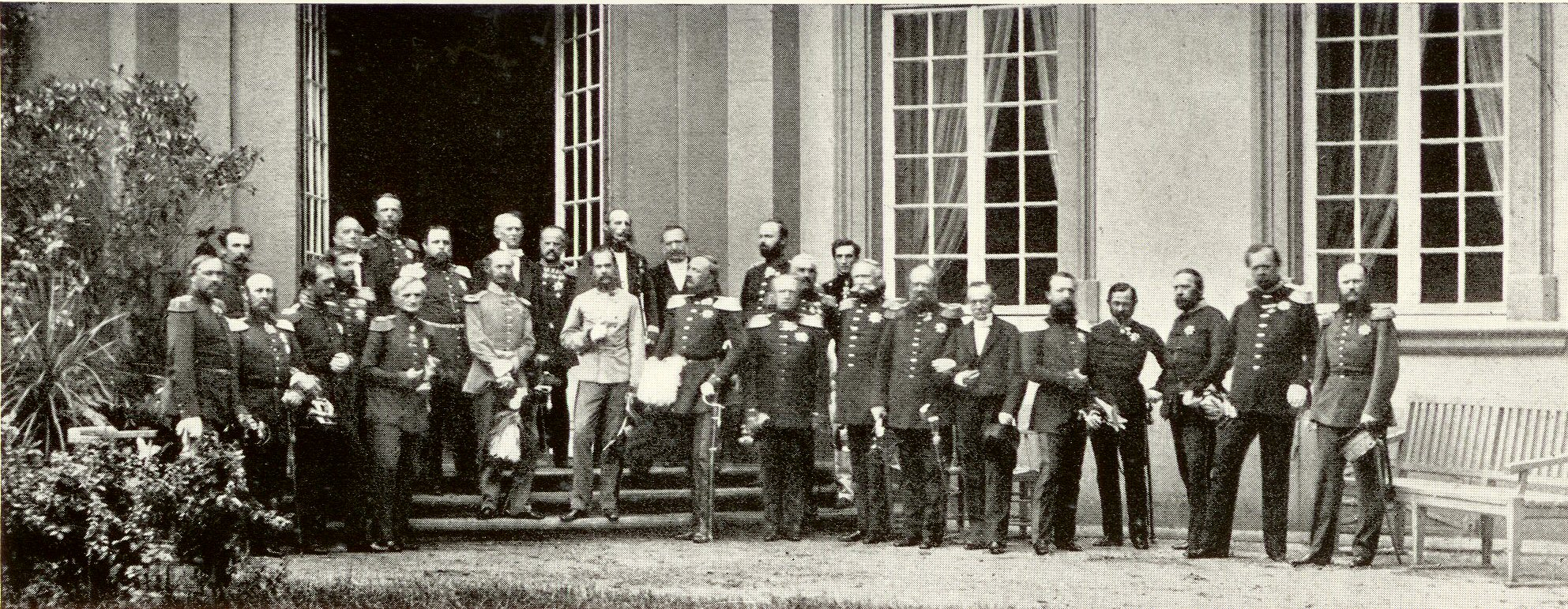
Zeitgenössische Fotografie vom Frankfurter Fürstentag von 1863

Nicht nur in der Öffentlichkeit war der zukünftige Weg umstritten. Auch unter den Mitgliedsstaaten gab es erhebliche Differenzen. Die deutschen Mittelstaaten setzten im Wesentlichen auf eine Reform des Bundes und strebten an, ihn als Rechtsbasis und als Garantie einer föderalen Struktur zu bewahren. Seit 1854, als Österreich und Preußen wegen des Krimkrieges enger zusammenarbeiteten, begannen auch die mittleren Staaten ihre Politik stärker zu koordinieren. Sie verabredeten eine föderative Reform des Bundes und erklärten sich bereit, den Forderungen der Liberalen in einem gewissen Umfang entgegenzukommen. Den Höhepunkt erreichten diese Bemühungen im November 1859 auf der Würzburger Konferenz, die entsprechende Beschlüsse fasste und an die Bundesversammlung weiterleitete. Eine führende Rolle spielten bei diesen Bemühungen der bayerische Ministerpräsident Ludwig von der Pfordten und sein sächsischer Kollege Friedrich Ferdinand von Beust. Uneinigkeit zwischen den Mittelstaaten schwächte ihre Reformbemühungen der Jahre 1859–1862, hinzu kam der Widerspruch von Preußen und Österreich, die zeitweise kooperierten. Preußens Interesse an einer neuen, kleindeutschen Unionspolitik führte dazu, dass die erschrockenen Mittelstaaten Österreich zuneigten.
Österreich hatte sich bereits nach der Niederlage von 1859 in Italien darum bemüht, in der Reformdebatte wieder das Heft des Handelns zu erlangen. Auf dem Frankfurter Fürstentag im September 1863 diskutierte Österreich seine Frankfurter Reformakte mit den übrigen Staaten. Der Reformvorschlag ging für Österreichs Begriffe sehr weit. Der Bundestag sollte in eine fünfköpfige Regierung (Direktorium) als Exekutive und in drei weitere Gremien für die Gesetzgebung und Vertretung der Gliedstaaten aufgespalten werden. Unter anderem beinhaltete der Vorschlag auch das seit langem geforderte Bundesgericht. Vor allem sollte der Bundeszweck erweitert werden, so dass der Bund auch zum Beispiel die rechtliche Vereinheitlichung Deutschlands hätte angehen können. Der Bund wäre einem Bundesstaat ähnlicher geworden.
Preußens König Wilhelm I. war dem Fürstentag ferngeblieben, wie Bismarck es gewünscht hatte. Preußen beklagte schließlich, dass Österreich weiterhin den Vorsitz im führenden Bundesorgan behalten würde: Nach preußischer Ansicht sollten beide Großmächte sich abwechseln (Alternat). Auch verlangte Preußen ein vom Volk gewähltes Parlament; dies wurde von der skeptischen Nationalbewegung als ein nicht ernst gemeinter Vorwand gedeutet, um eine Reform zu verhindern. Wegen Preußens Abwehr trauten sich auch die übrigen Staaten nicht, diesen Reformweg weiter zu beschreiten. Sie befürchteten nämlich, in einem Deutschland ohne Preußen der österreichischen Übermacht ausgeliefert zu sein.

### Ende des Bundes 1866

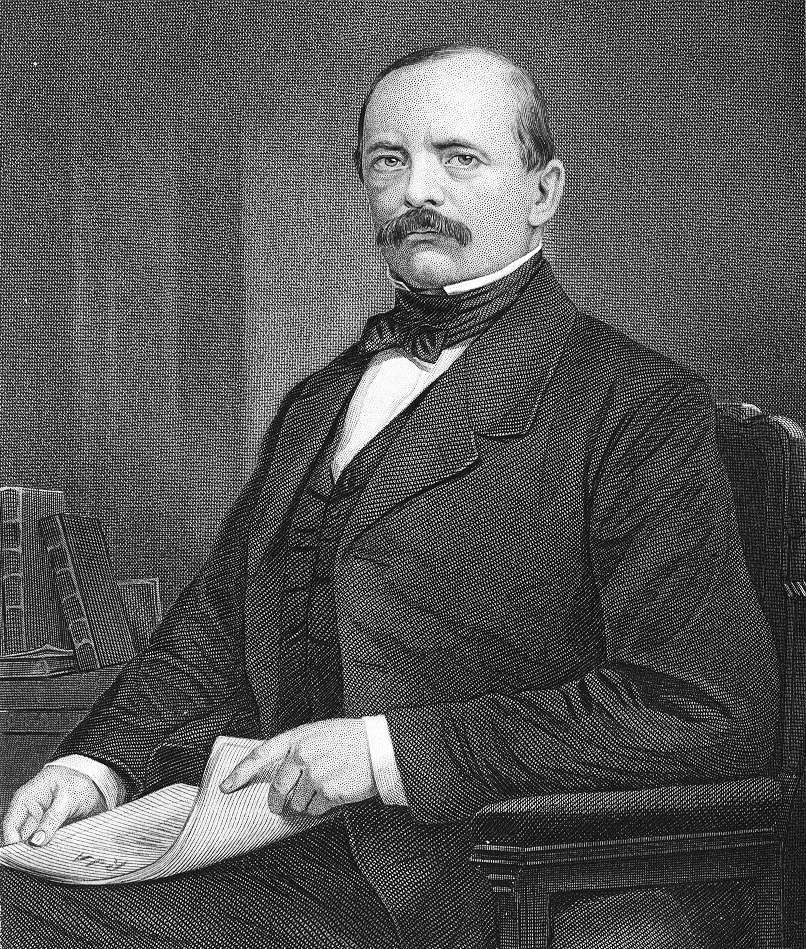
Otto von Bismarck, seit 1862 preußischer Ministerpräsident

Am 14. Januar 1864 erklärten Österreich und Preußen in Frankfurt, ihre Politik gegenüber Dänemark im weiteren Verlauf auch ohne Rücksicht auf Beschlüsse des Bundestages zu verfolgen. Am 16. Januar stellten beide Großmächte Dänemark schließlich ein 48-Stunden-Ultimatum zur Aufhebung der Novemberverfassung und der Räumung Schleswigs, das Dänemark verstreichen ließ. Am 1. Februar 1864 überschritten österreichische und preußische Truppen schließlich ohne Zustimmung des Bundestages in Frankfurt die Eider und besetzten innerhalb weniger Monate das Herzogtum Schleswig und Teile des übrigen Jütlands. Währenddessen kritisierte der Bundestag die Politik Österreichs und Preußens mehrmals als rechtswidrig und war bemüht, durch die Entsendung eines eigenen Bevollmächtigten zur Londoner Konferenz vom 25. April bis zum 25. Juni 1864 in Person des sächsischen Außenministers von Beust in den Herzogtümern die Etablierung eines souveränen deutschen Mittelstaates durchzusetzen, was jedoch nicht gelang.
Im Deutsch-Dänischen Krieg von 1864 arbeiteten Österreich und Preußen wieder gegen die Mittelstaaten zusammen. Die Großmächte zerstritten sich allerdings über die Gebiete, die sie im Friedensschluss von Dänemark erhalten hatten (Schleswig, Holstein und Lauenburg). Nach mehreren Versuchen Bismarcks, zu einem Ausgleich mit den Mittelstaaten oder Österreich zu kommen, stellte er im Juni 1866 einen Bundesreformplan vor. Demnach sollte Deutschland ohne Österreich ein Bundesstaat mit einem direkt gewählten Nationalparlament werden.
Zu diesem Zeitpunkt war Preußen bereits ins österreichisch verwaltete Holstein einmarschiert. Der Bundestag fasste daher am 14. Juni einen Beschluss, das Bundesheer gegen Preußen zu mobilisieren. Direkt danach begann der Deutsche Krieg. Im Prager Frieden von 23. August 1866 musste Österreich nach der verlorenen Schlacht von Königgrätz nicht nur seine Niederlage, sondern auch die Auflösung des Deutschen Bundes anerkennen. Einen Tag nach der Unterzeichnung hielt der Bundestag seine letzte Sitzung in Augsburg ab.
Preußen erhielt von Österreich alle Rechte an Schleswig und Holstein und annektierte am 1. Oktober 1866 die souveränen Staaten Königreich Hannover, Herzogtum Nassau, Kurfürstentum Hessen sowie die Freie Stadt Frankfurt. Mit den übrigen Staaten nördlich des Mains gründete Preußen am 1. Juli 1867 den Norddeutschen Bund, einen Bundesstaat. Dieser neue Staat befand sich zwar in der Tradition der Bundesreformdebatte, war aber kein Rechtsnachfolger des Deutschen Bundes.
Die süddeutschen Staaten blieben außerhalb des Norddeutschen Bundes: das Königreich Bayern, das Königreich Württemberg, das Großherzogtum Baden, das Großherzogtum Hessen (südlich der Mainlinie unter einigen kleinen Gebietsabtretungen). Sie schlossen mit Preußen Schutz- und Trutzbündnisse ab. Ebenso außerhalb des Norddeutschen Bundes waren Österreich und Liechtenstein sowie die Gebiete unter dem niederländischen König, Luxemburg und Limburg.
Im Deutsch-Französischen Krieg von 1870/71 kämpften die Südstaaten an der Seite des Norddeutschen Bundes gegen Frankreich. Noch während des Krieges unterzeichneten sie die Novemberverträge über den Beitritt zum Norddeutschen Bund. Mit der neuen Verfassung vom 1. Januar 1871 hieß er Deutsches Reich.
In Österreich musste Kaiser Franz Joseph I. dem Drängen Ungarns nachgeben. Aus dem Einheitsstaat wurde durch den Ausgleich von 1867 die k.u.k. Doppelmonarchie. Der Kaiser war seitdem das Oberhaupt einer Realunion zweier Staaten. Als Name des Gesamtgebildes legte der Monarch 1868 Österreich-Ungarn (Österreichisch-Ungarische Monarchie) fest. Der Herrscher war nun Inhaber von zwei gleichwertigen Titeln: Kaiser von Österreich und Apostolischer König von Ungarn in Personalunion.

## Historische Forschung
Der Deutsche Bund blieb auch nach seinem Ende umstritten und wurde lange Zeit von den Historikern je nach politischem Standpunkt sehr unterschiedlich beurteilt. Die Debatte um eine klein- oder großdeutsche Lösung setzte sich in der Geschichtsschreibung fort. Die kleindeutsch-preußisch geprägte Geschichtsschreibung nach der Reichsgründung – etwa eines Heinrich von Treitschke oder Heinrich von Sybel – beurteilte ihn als Abweichung vom europäischen Trend zum Nationalstaat negativ. Nur wenig Resonanz fand dagegen die österreichisch-großdeutsche Betrachtungsweise z. B. von Ottokar Lorenz oder Heinrich Friedjung.
Erst die Veränderungen im Zuge des Ersten Weltkriegs und der Novemberrevolution führten auch hinsichtlich des deutschen Bundes teilweise zu Veränderungen in der Beurteilung. So wandte sich besonders Heinrich Ritter von Srbik in den 1920er Jahren vehement gegen das bis dahin herrschende kleindeutsche Geschichtsbild und propagierte ebenso einseitig eine positive großdeutsche Vision, verbunden mit einer Wertschätzung des Deutschen Bundes. Andere wie Erich Marcks oder Hans Erich Feine urteilten vorsichtiger und sahen den Bund als Übergangsphänomen hin zum Nationalstaat. Kaum beachtet wurden damals die Neuansätze von Franz Schnabel, der neben der Politikgeschichte auch gesellschafts- und kulturhistorische Aspekte der deutschen Geschichte des 19. Jahrhunderts berücksichtigt hatte. Die Revision des alten kleindeutschen Geschichtsbildes wurde bald durch die nationalsozialistische Ideologie wieder in Frage gestellt.
Nach 1945 begannen die alten ideologischen Fronten an Gewicht zu verlieren und einer differenzierteren Beurteilung des Bundes Platz zu machen. Allerdings haben auch in der Nachkriegszeit Hans Herzfeld oder Fritz Hartung noch an ihrem Urteil einer fehlenden Entwicklungsfähigkeit des Bundes festgehalten. Theodor Schieder dagegen hat nach den Erfahrungen des Krieges die defensive und friedensbewahrende Rolle des Bundes betont. Ernst Rudolf Huber sah den Bund nicht von vornherein als Irrweg an, sondern attestierte ihm durchaus Entwicklungspotential. Auf den beiden letztgenannten Positionen beruht im Wesentlichen auch die weitere Beurteilung des Bundes in der Forschung. Obwohl er etwa in Wehlers Gesellschaftsgeschichte, in Nipperdeys Deutscher Geschichte und anderen modernen Gesamtdarstellungen zur deutschen Geschichte des 19. Jahrhunderts eine wichtige Rolle spielt und auch wenn Heinrich Lutz, Lothar Gall und andere sich wichtigen Teilaspekten zugewandt haben, ist eine moderne Geschichte des Deutschen Bundes weiterhin ein Desiderat der historischen Forschung.
Seit 1988 ediert die Historische Kommission bei der Bayerischen Akademie der Wissenschaften Quellen zur Geschichte des Deutschen Bundes.